# 産経児童出版文化賞
産経児童出版文化賞（さんけいじどうしゅっぱんぶんかしょう）は、学校図書館法の施行にあわせて1954年（昭和29年）に産業経済新聞社が創設した賞で、児童文学の賞の一つ。同社主催のもと、次世代を担う子供たちに優れた本を与える目的で制定された。現在の後援はフジテレビジョンとニッポン放送で、JRグループが協賛、協力は東京都飯田橋にあるホテルメトロポリタンエドモント。
第9回から第35回（1962年から1988年）はサンケイ児童出版文化賞の表記が使われた。

## 概要
対象作品は前年の1月1日から12月31日までの1年間に日本国内において出版されたすべての児童書籍の中から、選考委員の審査を経て選ばれる。受賞作は毎年5月5日のこどもの日に発表、贈賞式は5月末か6月初頭にホテルメトロポリタンエドモントにて行われ、文仁親王妃紀子が臨席する。
毎年の受賞は最優秀賞ともいえる大賞のほかに各部門賞があり、部門名や受賞作品数は後援や協賛の違いなどにより異なる年もある。選考委員は川端有子、土居安子、落合恵子、さくまゆみこ、木下勇、張替惠子など。
2007年、受賞基準が一部改定された。それまで海外児童書の翻訳本についても大賞と各部門賞の作品選考対象であったが、受賞作に翻訳本が多いことから、日本人または日本国内に居住する原作者の本のみを対象とするよう改定され、新たに翻訳作品賞が設けられるようになった。また、この改定に伴い、大賞とJR賞に次ぐ受賞であった「賞」部門は「産経新聞社賞」へ変更となり、受賞作品数もそれまでの5点から1点に変更されている。このほか、受賞作とは別に推薦作品10点が選ばれていたが、この改定後から選考休止となっている。
| 大賞 賞金50万円 賞状・楯 記念品 | JR賞 賞金30万円 賞状・楯 記念品 | 美術賞 賞金20万円 賞状・楯 | 産経新聞社賞 賞金10万円 賞状・楯 | フジテレビ賞 賞金10万円 賞状・楯 | ニッポン放送賞 賞金10万円 賞状・楯 | 翻訳作品賞 賞金10万円 賞状・楯 |

## 歴代受賞作

### 現行の賞

#### 大賞
※ 1961年より新設
- 第8回（1961年） - 「世界童話文学全集 1」（監修/安倍能成 ほか、訳/呉茂一、高津春繁：講談社）
- 第9回（1962年） - ※ 該当作なし
- 第10回（1963年） - 「こどものとも 37年3月号〜38年2月号」（福音館書店）
- 第11回（1964年） - 「科学図説シリーズ 全12巻」（著/高島春雄 ほか、画/清水勝 ほか：小学館）
- 第12回（1965年） - 「アンデルセン童話全集 全8巻」（作/H.C.アンデルセン、訳/矢崎源九郎 ほか：講談社）
- 第13回（1966年） - 「少年少女日本昆虫記 全5巻」（著/加藤陸奥雄：牧書店）
- 第14回（1967年） - 「与田準一全集 全6巻」（著/与田準一：大日本図書）
- 第15回（1968年） - 「千葉省三童話全集 1」（著/千葉省三：岩崎書店）
- 第16回（1969年） - ※ 該当作なし
- 第17回（1970年） - 「かっぱとドンコツ」（著/坪田譲治：講談社）
- 第18回（1971年） - 「心の灯 考古学への情熱」（著/藤森栄一：筑摩書房）
- 第19回（1972年） - 「鬼を飼うゴロ」（作/北畠八穂：実業之日本社）
- 第20回（1973年） - 「かちかち山のすぐそばで」（著/筒井敬介、絵/瀬川康男：フレーベル館）
- 第21回（1974年） - 「かえってきたきつね」（作/岸田衿子、イラスト/中谷千代子：講談社）
- 第22回（1975年） - 「海と少年」（作/山本和夫、画/鈴木義治：理論社）
- 第23回（1976年） - 「科学のアルバム 全50巻、別巻2巻」（編/佐藤有恒：あかね書房）
- 第24回（1977年） - 「龍のいる島」（作/たかしよいち、画/太田大八：アリス館）
- 第25回（1978年） - 「中国の古典文学 全14巻」（編/久米旺生 ほか：さ・え・ら書房）
- 第26回（1979年） - 「オトシブミ」（文・写真/千国安之輔：偕成社）
- 第27回（1980年） - ※ 該当作なし
- 第28回（1981年） - 「はるかなる黄金帝国」（作/やなぎやけいこ、画/大野隆也：旺文社）
- 第29回（1982年） - 「大どろぼうブラブラ氏」（作/角野栄子、絵/小田桐昭：講談社）
- 第30回（1983年） - 「はじめてであうすうがくの絵本 全3冊」（著/安野光雅：福音館書店）
- 第31回（1984年） - ※ 該当作なし
- 第32回（1985年） - 「日本の子どもの詩 全47巻」（編/日本作文の会：岩崎書店）
- 第33回（1986年） - 「ちくま少年図書館 全100巻」（著/松田道雄 ほか：筑摩書房）
- 第34回（1987年） - 「りょうちゃんとさとちゃんのおはなし 全5巻」（作/松野正子：大日本図書）
- 第35回（1988年） - 「植物の研究・植物たちの富士登山」（文・写真/清水清：あかね書房）
- 第36回（1989年） - 「新十津川物語 全10巻」（著/川村たかし：偕成社）
- 第37回（1990年） - 「タランの白馬」（作/神沢利子：福音館書店）
- 第38回（1991年） - 「はじめて出会うコンピューター科学 全8巻」（作/徳田雄洋、絵/村井宗二：岩波書店）
- 第39回（1992年） - 「絵巻平家物語 全9巻」（作/木下順二、絵/瀬川康男：ほるぷ出版）
- 第40回（1993年） - 「まど・みちお全詩集」（作/まど・みちお、編/伊藤英治：理論社）
- 第41回（1994年） - 「テレジンの小さな画家たち」（著/野村路子：偕成社）
- 第42回（1995年） - 「世界昆虫記」（文・写真/今森光彦：福音館書店）
- 第43回（1996年） - 「お米は生きている」（著/富山和子：講談社）
- 第44回（1997年） - 「生きている海 東京湾 ここから日本の海がわかる」（著/香原知志：講談社）
- 第45回（1998年） - 「子どもたちの戦争」（著/マリア・オーセイミ、訳/落合恵子：講談社）
- 第46回（1999年） - 「もうひとつの『アンネの日記』」（著/アリソン・レスリー・ゴールド（英語版）、訳/さくまゆみこ：講談社）
- 第47回（2000年） - 「あなたがもし奴隷だったら…」（文/ジュリアス・レスター（英語版）、絵/ロッド・ブラウン、訳/片岡しのぶ：あすなろ書房）
- 第48回（2001年） - 「絵で見る ある町の歴史」（文/アン・ミラード、絵/スティーブ・ヌーン（英語版）、訳/松沢あさか、高岡メルヘンの会：さ・え・ら書房）
- 第49回（2002年） - 「炎の秘密」（作/ヘニング・マンケル、訳/オスターグレン晴子：講談社）
- 第50回（2003年） - 「おじいちゃん わすれないよ」（作/ベッテ・ウェステラ、絵/ハルメン・ファン・ストラーテン、訳/野坂悦子：金の星社）
- 第51回（2004年） - 「夜中に犬に起こった奇妙な事件」（著/マーク・ハッドン、訳/小尾芙佐：早川書房）
- 第52回（2005年） - 「昔のくらしの道具事典」（監修/小林克：岩崎書店）
- 第53回（2006年） - 「ジャックのあたらしいヨット」（作/サラ・マクメナミー、訳/いしいむつみ：BL出版）
- 第54回（2007年） - 「牡丹さんの不思議な毎日」（作/柏葉幸子、絵/ささめやゆき：あかね書房）
- 第55回（2008年） - 「ぼくらは『コウモリ穴』をぬけて」（作/広瀬寿子、絵/ささめやゆき：あかね書房）
- 第56回（2009年） - 「0.1ミリのタイムマシン」（著/須藤斎：くもん出版）
- 第57回（2010年） - 「風の靴」（著/朽木祥：講談社）
- 第58回（2011年） - 「ぶた　にく」（文・写真/大西暢夫：幻冬舎）
- 第59回（2012年） - 「あさになったので　まどをあけますよ」（作/荒井良二：偕成社）
- 第60回（2013年） - 「タマゾン川」（作/山崎充哲：旬報社）
- 第61回（2014年） - 「さわるめいろ」（村山純子：小学館）
- 第62回（2015年） - 「きみは知らないほうがいい」（岩瀬成子：文研出版）
- 第63回（2016年） - 「築地市場　絵でみる魚市場の一日」（モリナガ・ヨウ：小峰書店）
- 第64回（2017年） - 「世界のともだち 全36巻」（偕成社）
- 第65回（2018年） - 「よるのおと」（たむらしげる：偕成社）
- 第66回（2019年） - 「それでも『ふるさと』」（写真・文/豊田直巳：農文協）
- 第67回（2020年） - 「徳治郎とボク」（著/花形みつる：理論社）
- 第68回（2021年） - 「やとのいえ」（著/八尾慶次：偕成社）
- 第69回（2022年） - 「こそあどの森のおとなたちが子どもだったころ」（著/岡田淳：理論社）
- 第70回（2023年） - 「新装版　車のいろは空のいろ　ゆめでもいい」（作/あまんきみこ：ポプラ社）
- 第71回（2024年） - 「ビジュアル探検図鑑　小惑星・隕石　４６億年の石」（構成・文/三品隆司：岩崎書店）
- 第72回（2025年） - 「ひき石と24丁のとうふ」（作/大西暢夫：アリス館）

#### JR賞
※ 協賛により1990年新設
- 第37回（1990年） - 「白旗の少女」（作/比嘉富子：講談社）
- 第38回（1991年） - 「日本人の心のふるさと」（著/吉田敦彦：ポプラ社）
- 第39回（1992年） - 「わたしの仕事 全10巻」（作/今井美沙子、写真/今井祝雄：理論社）
- 第40回（1993年） - 「お父さんが話してくれた宇宙の歴史 全4冊」（文/池内了、絵/小野かおる：岩波書店）
- 第41回（1994年） - 「半分のふるさと 私が日本にいたときのこと（著/イ・サンクム：福音館書店）
- 第42回（1995年） - 「あらしのよるに」（作/木村裕一、絵/あべ弘士：講談社）
- 第43回（1996年） - 「水の伝説」（作/たつみや章：講談社）
- 第44回（1997年） - 「ごめん」（作/ひこ・田中：偕成社）
- 第45回（1998年） - 「わんぱくピート」（作/リーラ・バーグ、訳/幸田敦子：あかね書房）
- 第46回（1999年） - 「『無言館』ものがたり」（著/窪島誠一郎：講談社）
- 第47回（2000年） - 「いつもどこかで」（著/新川和江：大日本図書）
- 第48回（2001年） - 「漁師さんの森づくり」（著/畠山重篤、絵/カナヨ・スギヤマ：講談社）
- 第49回（2002年） - 「川の上で」（作/ヘルマン・シュルツ、訳/渡辺広佐：徳間書店）
- 第50回（2003年） - 「森の中のフロイド」「町を行くフロイド」（作/マリー・メイイェル、絵/インゲラ・ペーテション、訳/とやままり：さ・え・ら書房）
- 第51回（2004年） - 「中世の城日誌」（文/リチャード・プラット（英語版）、絵/クリス・リデル（英語版）、訳/長友恵子：岩波書店）
- 第52回（2005年） - 「ヒットラーのむすめ」（作/ジャッキー・フレンチ、訳/さくまゆみこ：鈴木出版）
- 第53回（2006年） - 「風神秘抄」（作/荻原規子：徳間書店）
- 第54回（2007年） - 「オホーツクの十二か月」（著/竹田津実：福音館書店）
- 第55回（2008年） - 「コウノトリがおしえてくれた」（文・写真/池田啓文：フレーベル館）
- 第56回（2009年） - 「大きな手 大きな愛」（著/川嶋康男：農文協）
- 第57回（2010年） - 「地球最北に生きる日本人」（著/武田剛：フレーベル館）
- 第58回（2011年） - 「アヤカシ薬局閉店セール」（作/伊藤充子：偕成社）
- 第59回（2012年） - 「地球の声に耳をすませて」（著/大木聖子：くもん出版）
- 第60回（2013年） - 「ゆうだち」（あきびんご：偕成社）
- 第61回（2014年） - 「うちは精肉店」（本橋成一：農文協）
- 第62回（2015年） - 「ニワシドリのひみつ」（鈴木まもる：岩崎書店）
- 第63回（2016年） - 「ふしぎのお話365」（監修/自然史学会連合：誠文堂新光社）
- 第64回（2017年） - 「ちゃあちゃんのむかしばなし」（再話/中脇初枝：福音館書店）
- 第65回（2018年） - 「さかなのたまご」（写真・文/内山りゅう：ポプラ社）
- 第66回（2019年） - 「しあわせの牛乳」（著/佐藤慧、写真/安田菜津紀：ポプラ社）
- 第67回（2020年） - 「きつねの橋」（作/久保田香里：偕成社）
- 第68回（2021年） - 「プラスチックモンスターをやっつけよう！きみが地球のためにできること」（監修/高田秀重、絵/クリハラタカシ、編/クレヨンハウス編集部：クレヨンハウス）
- 第69回（2022年） - 「おすしやさんにいらっしゃい！生きものが食べものになるまで」（文/おかだだいすけ、写真/遠藤宏：岩崎書店）
- 第70回（2023年） - 「『オードリー・タン』の誕生」（著/石崎洋司：講談社）
- 第71回（2024年） - 「じゅげむの夏」（作/最上一平：佼成出版社）
- 第72回（2025年） - 「ワルイコいねが」（著/安東みきえ：講談社）

#### タイヘイ賞
※ 2023年より新設
- 第70回（2023年） - 「ぼくとお山と羊のセーター」（作/飯野和好：偕成社）
- 第71回（2024年） - 「宿場町の一日」（作・絵/いわた慎二郎：講談社）
- 第72回（2025年） - 「巨石運搬！海をこえて大阪城へ」（作/鎌田歩：アリス館）

#### 美術賞
※ 1979年より新設
- 第26回（1979年） - 「ねずみのごちそう」（文・絵/杉田豊：講談社）
- 第27回（1980年） - 「たなばたむかし」（作/大川悦生、絵/石倉欣二：ポプラ社）
- 第28回（1981年） - 「はしって! アレン」（作/クライド・ロバート・ブラ、絵/市川里美、訳/舟崎靖子：偕成社）
- 第29回（1982年） - 「はるにれ」（写真/姉崎一馬：福音館書店）
- 第30回（1983年） - 「おふろだいすき」（作/松岡享子、絵/林明子：福音館書店）
- 第31回（1984年） - 「まいご」（文・絵/吉田遠志：福武書店）
- 第32回（1985年） - 「詩情のどうぶつたち 中谷千代子絵本の世界」（著/中谷千代子：小学館）
- 第33回（1986年） - 「にれの町」（詩/百田宗治、絵/小野州一：金の星社）
- 第34回（1987年） - 「アンジュール ある犬の物語」「たまご」（作/ガブリエル・バンサン：ブックローン出版）
- 第35回（1988年） - 「ぼくのむら」（文・構成/武市八十雄、画/小松均：日キ販）
- 第36回（1989年） - 「河原にできた中世の町 へんれきする人びとの集まるところ」（文/網野善彦、絵/司修：岩波書店）
- 第37回（1990年） - 「きつね THE FOX」（絵/村上征生：くもん出版）
- 第38回（1991年） - 「ふしぎないきもの」（文/アネリース・シュヴァルツ、絵/クヴィエタ・パツォウスカー：ほるぷ出版）
- 第39回（1992年） - 「ペロー童話 ながぐつをはいたねこ」（再話/クルト・バウマン、絵/スタシス・エイドリゲビシウス、訳/さいとうひろし：ほるぷ出版）
- 第40回（1993年） - 「まどさんとさかたさんのことばあそび」（作/まど・みちお、阪田寛夫、絵/かみやしん：小峰書店）
- 第41回（1994年） - 「おはなし広場 こんなことってあるかしら」（作/長新太：クレヨンハウス）
- 第42回（1995年） - 「青いてぶくろのプレゼント」（作/ロイ悦子、絵/小沢良吉：岩波書店）
- 第43回（1996年） - 「水仙月の四日」（作/宮沢賢治、絵/伊勢英子：偕成社）
- 第44回（1997年） - 「オホーツクの海に生きる」（文/戸川文、型染版画/関屋敏隆：ポプラ社）
- 第45回（1998年） - 「絵本西遊記」（画/太田大八、訳/中由美子：童心社）
- 第46回（1999年） - 「サマータイム ソング」（作・絵/アイリーン・ハース、訳/渡辺茂男：福音館書店）
- 第47回（2000年） - 「金のりんご」（文/マックス・ポリガー、絵/チェレスティーノ・ピアッティ、訳/いずみちほこ：徳間書店）
- 第48回（2001年） - 「きりのなかの はりねずみ」（作/ノルシュテインとコズロフ（ロシア語版）、絵/ヤルプーソヴァ、訳/こじまひろこ：福音館書店）
- 第49回（2002年） - 「かえるだんなの けっこんしき」（再話/ジョン・ラングスタッフ、絵/フョードル・ロジャンコフスキー、訳/さくまゆみこ：光村教育図書）
- 第50回（2003年） - 「海のやくそく」（作/山下明生、絵/しまだ・しほ：佼成出版社）
- 第51回（2004年） - 「ハリネズミと金貨」（原作/ウラジーミル・オルロフ、文/田中潔、絵/ヴァレンチン・オリシヴァング：偕成社）
- 第52回（2005年） - 「悲しい本」（作/マイケル・ローゼン、絵/クェンティン・ブレイク、訳/谷川俊太郎：あかね書房）
- 第53回（2006年） - 「とんでとんでサンフランシスコ」（作/ドン・フリーマン、訳/やましたはるお：BL出版）
- 第54回（2007年） - 「ぼくのきもち」（作・絵/原田大助：クレヨンハウス）
- 第55回（2008年） - 「山をはこんだ九ひきの竜」（作/松谷みよ子、絵/司修：佼成出版社）
- 第56回（2009年） - 「せんねん まんねん」（詩/まど・みちお、絵/柚木沙弥郎：理論社）
- 第57回（2010年） - 「すみ鬼にげた」（著/岩城範枝、絵/松村公嗣：福音館書店）
- 第58回（2011年） - 「ちいさなおうさま」（作・絵/三浦太郎：偕成社）
- 第59回（2012年） - 「きのこ　ふわり胞子の舞」（写真・文/埴沙萠：ポプラ社）
- 第60回（2013年） - 「神々の母に捧げる詩」（訳詩/金関寿夫、絵/秋野亥左牟：福音館書店）
- 第61回（2014年） - 「りんごかもしれない」（ヨシタケシンスケ：ブロンズ新社）
- 第62回（2015年） - 「いしをつんだおとこ」（あきやまただし：ハッピーオウル社）
- 第63回（2016年） - 「宮沢賢治「旭川。」より」（あべ弘士：BL出版）
- 第64回（2017年） - 「わたしのこねこ」（文/澤口たまみ、絵/あずみ虫：福音館書店）
- 第65回（2018年） - 「猫魔ヶ岳の妖怪」（再話/八百板洋子、絵/斎藤隆夫：福音館書店）
- 第66回（2019年） - 「バッタロボットのぼうけん」（作/松岡達英：ポプラ社）
- 第67回（2020年） - 「なっちゃんのなつ」（文/伊藤比呂美、絵/片山健：福音館書店）
- 第68回（2021年） - 「つかまえた」（作/田島征三：偕成社）
- 第69回（2022年） - 「ヴォドニークの水の館 チェコのむかしばなし」（文/まきあつこ、絵/降矢なな：ＢＬ出版）
- 第70回（2023年） - 「川まつりの夜」（作/岩城範枝、絵/出久根育：フレーベル館）
- 第71回（2024年） - 「なつやすみ」（作/麻生知子：福音館書店）
- 第72回（2025年） - 「おはなしはどこからきたの？」（絵/保立葉菜：BL出版）

#### 産経新聞社賞
※ 改定により2007年新設
- 第54回（2007年） - 「どこかいいところ」（詩/高木あきこ、絵/渡辺洋二：理論社）
- 第55回（2008年） - 「幸子の庭」（著/本多明：小峰書店）
- 第56回（2009年） - 「いぬうえくんが わすれたこと」（作/きたやまようこ：あかね書房）
- 第57回（2010年） - 「野生動物のお医者さん」（著/齊藤慶輔：講談社）
- 第58回（2011年） - 「はやくはやくっていわないで」（作/益田ミリ、絵/平澤一平：ミシマ社）
- 第59回（2012年） - 「鉄は魔法つかい」（作/畠山重篤、絵/スギヤマカナヨ：小学館）
- 第60回（2013年） - 「まぼろしのノーベル賞 山極勝三郎の生涯」（著/神田愛子：国土社）
- 第61回（2014年） - 「クモの巣図鑑」（著/新海明、写真/谷川明男：偕成社）
- 第62回（2015年） - 「町工場のものづくり」（小関智弘：少年写真新聞社）
- 第63回（2016年） - 「すぐそこに、カヤネズミ」（畠佐代子：くもん出版）
- 第64回（2017年） - 「アイヌのむかしばなし ひまなこなべ」（文/萱野茂、絵/どいかや：あすなろ書房）
- 第65回（2018年） - 「こんぴら狗」（今井恭子：くもん出版）
- 第66回（2019年） - 「ひだまり」（文/林木林、絵/岡田千晶：光村教育図書）
- 第67回（2020年） - 「家をせおって歩く　かんぜん版」（作/村上慧：福音館書店）
- 第68回（2021年） - 「バウムクーヘンとヒロシマ ドイツ人捕虜ユーハイムの物語」（著/巣山ひろみ、絵/銀杏早苗：くもん出版）
- 第69回（2022年） - 「ハタハタ 荒海にかがやく命」（文・写真/高久至：あかね書房）
- 第70回（2023年） - 「ひろしまの満月」（作/中澤晶子：小峰書店）
- 第71回（2024年） - 「ゆうやけにとけていく」（作/ザ・キャビンカンパニー：小学館）
- 第72回（2025年） - 「いつも仲間といっしょ　エナガのくらし」（作/東郷なりさ、写真/江口欣照：文一総合出版）、「えほん　ときの鐘」（作・絵/小林豊：ポプラ社）

#### フジテレビ賞
※ 後援により1994年新設
- 第41回（1994年） - 「風と夏と11歳」（著/薫くみこ：ポプラ社）
- 第42回（1995年） - 「ディアノーバディ」（著/バーリー・ドハティ、訳/中川千尋：新潮社）
- 第43回（1996年） - 「せかいいち うつくしい ぼくの村」（作/小林豊：ポプラ社）
- 第44回（1997年） - 「ちいさな労働者」（著/ラッセル・フリードマン、訳/千葉茂樹：あすなろ書房）
- 第45回（1998年） - 「ミラクル・ファミリー」（作/柏葉幸子：講談社）
- 第46回（1999年） - 「キッドナップ・ツアー」（作/角田光代：理論社）
- 第47回（2000年） - 「十一月の扉」（作/高楼方子：リブリオ出版）
- 第48回（2001年） - 「紙の町のおはなし」（作/クヴィエタ・パツォウスカー、訳・構成/ゆうきまさこ：小学館）
- 第49回（2002年） - 「不思議の風ふく島」（作/竹内もと代、絵/ささめやゆき：小峰書店）
- 第50回（2003年） - 「ギグラーがやってきた!」（作/ロディー・ドイル、絵/ブライアン・アジャール、訳/伊藤奈摘子：偕成社）
- 第51回（2004年） - 「妖怪アパートの幽雅な日常 1」（著/香月日輪：講談社）
- 第52回（2005年） - 「盲導犬不合格物語」（文/沢田俊子：学習研究社）
- 第53回（2006年） - 「ダイヤモンドより平和がほしい」（著/後藤健二：汐文社）
- 第54回（2007年） - 「未来のきみが待つ場所へ」（作/宮本延春：講談社）
- 第55回（2008年） - 「牧場犬になったマヤ」（作/中島晶子、画/つるみゆき：ハート出版）
- 第56回（2009年） - 「ひらけ! なんきんまめ」（作/竹下文子、絵/田中六大：小峰書店）
- 第57回（2010年） - 「さかさことばの えほん」（作/小野恭靖、絵/高部晴市：絵本出版）
- 第58回（2011年） - 「赤い髪のミウ」（著/末吉暁子：講談社）
- 第59回（2012年） - 「盆まねき」（作/富安陽子、絵/高橋和枝：偕成社）
- 第60回（2013年） - 「願いのかなうまがり角」（岡田淳：偕成社）
- 第61回（2014年） - 「みんなの家出」（藤田のぼる：福音館書店）
- 第62回（2015年） - 「くろねこさん しろねこさん」（文/得田之久、絵/和歌山静子：童心社）
- 第63回（2016年） - 「あの花火は消えない」（森島いずみ：偕成社）
- 第64回（2017年） - 「ぼくたちのリアル」（戸森しるこ：講談社）
- 第65回（2018年） - 「世界恐竜発見地図」（絵・文/ヒサクニヒコ：岩崎書店）
- 第66回（2019年） - 「たまねぎとはちみつ」（作/瀧羽麻子：偕成社）
- 第67回（2020年） - 「しろとくろ」（作/きくちちき：講談社）
- 第68回（2021年） - 「サンドイッチクラブ」（作/長江優子：岩崎書店）
- 第69回（2022年） - 「人魚の夏」（作/嘉成晴香、絵/まめふく：あかね書房）
- 第70回（2023年） - 「エツコさん」（作/昼田弥子：アリス館）
- 第71回（2024年） - 「けものみちのにわ」（作/水凪紅美子：BL出版）

#### ニッポン放送賞
※ 後援により1994年新設
- 第41回（1994年） - 「ハンサム・ガール」（著/佐藤多佳子：理論社）
- 第42回（1995年） - 「宇宙のみなしご」（著/森絵都：講談社）
- 第43回（1996年） - 「子どもによる 子どものための『子どもの権利条約』」（著/小口尚子、福岡鮎美：小学館）
- 第44回（1997年） - 「精霊の守り人」（作/上橋菜穂子：偕成社）
- 第45回（1998年） - 「おてがみです あるゆうびんやさんのおはなし」（作/ガブリエル・バンサン、訳/もりひさし：BL出版）
- 第46回（1999年） - 「リリ」（作・絵/はらだゆうこ：BL出版）
- 第47回（2000年） - 「レモネードを作ろう」（作/ヴァージニア・ユウワー・ウルフ（英語版）、訳/こだまともこ：徳間書店）
- 第48回（2001年） - 「口で歩く」（作/丘修三、絵/立花尚之介：小峰書店）
- 第49回（2002年） - 「ビリー・ジョーの大地」（作/カレン・ヘス（英語版）、訳/伊藤比呂美：理論社）
- 第50回（2003年） - 「ぼくの良寛さん 鶴見正夫少年詩集」（著/鶴見正夫、絵/司修：理論社）
- 第51回（2004年） - 「原っぱの虹」（詩/菊永謙、八島正明、絵/大井さち子：いしずえ）
- 第52回（2005年） - 「どうぶつゆうびん」（文/もとしたいづみ、絵/あべ弘士：講談社）
- 第53回（2006年） - 「じいちゃの子どものころ」（文・絵/熊谷元一：冨山房インターナショナル）
- 第54回（2007年） - 「世界一おいしい火山の本」（著/林信太郎：小峰書店）
- 第55回（2008年） - 「子どもと楽しむ行事とあそびのえほん」（文/すとうあさえ、絵/さいとうしのぶ：のら書店）
- 第56回（2009年） - 「空を飛んだポチ」（作/杉山亮、絵/おかべりか：講談社）
- 第57回（2010年） - 「てのひらの味　食べ物の俳句」（編/村井康司、絵/とくだみちよ：岩崎書店）
- 第58回（2011年） - 「もりのおとぶくろ」（作/わたりむつこ、絵/でくねいく：のら書店）
- 第59回（2012年） - 「うきわねこ」（文/蜂飼耳、絵/牧野千穂：ブロンズ新社）
- 第60回（2013年） - 「さがしています」（作/アーサー・ビナード、写真/岡倉禎志：童心社）
- 第61回（2014年） - 「がむしゃら落語」（赤羽じゅんこ：福音館書店）
- 第62回（2015年） - 「かまぼこができるまで」（構成・文/宮崎祥子、写真/白松清之：岩崎書店）
- 第63回（2016年） - 「トンネルの森1945」（角野栄子：KADOKAWA）
- 第64回（2017年） - 「トンチンさんはそばにいる」（作/さえぐさひろこ：童心社）
- 第65回（2018年） - 「世界を救うパンの缶詰」（文/菅聖子：ほるぷ出版）
- 第66回（2019年） - 「空の探検記」（写真・文/武田康男：岩崎書店）
- 第67回（2020年） - 「ふるさとって呼んでもいいですか」（著/ナディ：大月書店）
- 第68回（2021年） - 「うしとざん」（作/高畠那生：小学館）
- 第69回（2022年） - 「つくしちゃんとおねえちゃん」（作/いとうみく、絵/丹地陽子：福音館書店）
- 第70回（2023年） - 「なりたいわたし」（作/村上しいこ：フレーベル館）
- 第71回（2024年） - 「がっこうのてんこちゃん　はじめてばかりでどうしよう！の巻」（作/ほそかわてんてん：福音館書店）
- 第72回（2025年） - 「トクベツキューカ、はじめました！」（作/清水晴木：岩崎書店）

#### 翻訳作品賞
※ 改定により2007年新設
- 第54回（2007年） - 「ドラゴンキーパー 最後の宮廷龍」（作/キャロル・ウィルキンソン（英語版）、訳/もきかずこ：金の星社）
- 第55回（2008年） - 「よじはん よじはん」（文/ユン・ソクチュン、絵/イ・ヨンギョン、訳/かみやにじ：福音館書店）
- 第56回（2009年） - 「この世でいちばんすばらしい馬」（作・絵/チェン・ジャンホン（フランス語版）

、訳/平岡敦：徳間書店）
- 第56回（2009年） - 「にげろ!にげろ? インドのむかしばなし」（再話・絵/ジャン・ソーンヒル、訳/青山南：光村教育図書）
- 第57回（2010年） - 「ササフラス・スプリングスの七不思議」（作/ベティ・G・バーニィ、絵/マット・フェラン、訳/清水奈緒子：評論社）、「水曜日の本屋さん」（作/シルヴィ・ネーマン、絵/オリヴィエ・タレック、訳/平岡敦：光村教育図書）
- 第58回（2011年） - 「ゴハおじさんのゆかいなお話」（再話/Ｄ.Ｊ－デイヴィーズ、絵/ファトゥーフ＆アハマド、訳/千葉茂樹：徳間書店）、「フリードリヒばあさん」（作/Ｈ．ヤーニッシュ、絵/Ｈ．バンシュ、訳/関口裕昭：光村教育図書）
- 第59回（2012年） - 「エリザベス女王のお針子」（作/ケイト・ペニントン、訳/柳井薫：徳間書店）、「おじいちゃんの手」（文/マーガレット・H・メイソン、絵/フロイド・クーパー、訳/もりうちすみこ：光村教育図書）
- 第60回（2013年） - 「木の葉のホームワーク」（著/ケイト・メスナー、訳/中井はるの：講談社）、「ぼくとヨシュと水色の空」（作/ジーグリット・ツェーフェルト、訳/はたさわゆうこ：徳間書店）
- 第61回（2014年） - 「マッティのうそとほんとの物語」（著/ザラー・ナオウラ、訳/森川弘子：岩波書店）、「わたしのすてきなたびする目」（作/ジェニー・スー・コステキ＝ショー、訳/美馬しょうこ：偕成社）
- 第62回（2015年） - 「クララ先生、さようなら」（作/ラヘル・ファン・コーイ、訳/石川素子：徳間書店）、「どうする　ジョージ！」（作/クリス・ホートン、訳/木坂涼：BL出版）
- 第63回（2016年） - 「いもうとガイドブック」（作/ポーラ・メトカーフ、絵/スザンヌ・バートン、訳/福本友美子：少年写真新聞社）、「自閉症と生きる」（著/サイ・モンゴメリー、訳/杉本詠美：汐文社）
- 第64回（2017年） - 「おばあちゃんとバスにのって」（作/マットデ・ラ・ペーニャ、絵/クリスチャン・ロビンソン、訳/石津ちひろ：鈴木出版）、「ややっ、ひらめいた！奇想天外発明百科」（文/マウゴジャタ・ミチェルスカ、絵/アレクサンドラ・ミジェリンスカ、ダニエル・ミジェリンスキ、訳/阿部優子：徳間書店）
- 第65回（2018年） - 「うみべのまちで」（文/ジョアン・シュウォーツ、絵/シドニー・スミス、訳/いわじょうよしひと：ＢＬ出版）、「わたしがいどんだ戦い1939年」（作/キンバリー・ブルベイカー・ブラッドリー、訳/大作道子：評論社）
- 第66回（2019年） - 「ショッキングピンク・ショック！」（文/キョウ・マクレア、絵/ジュリー・モースタッド、訳/八木恭子：フレーベル館）、「カタカタカタ　おばあちゃんのたからもの」（作/リン・シャオペイ、訳/宝迫典子：ほるぷ出版）
- 第67回（2020年） - 「あおいアヒル」（作/リリア、訳/前田まゆみ：主婦の友社）、「マンマルさん」（文/マック・バーネット、絵/ジョン・クラッセン、訳/長谷川義史：クレヨンハウス）
- 第68回（2021年） - 「ウサギとぼくのこまった毎日」（作・絵/ジュディス・カー（英語版）、訳/こだまともこ：徳間書店）、「ありがとう、アーモ！」（文・絵/オーゲ・モーラ（英語版）、訳/三原泉：鈴木出版）
- 第69回（2022年） - 「ぼくは川のように話す」（文/ジョーダン・スコット、絵/シドニー・スミス、訳/原田勝：偕成社）、「真夜中のちいさなようせい」（絵・文/シン・ソンミ、訳/清水知佐子：ポプラ社）
- 第70回（2023年） - 「カメラにうつらなかった真実」（文/エリザベス・パートリッジ、絵/ローレン・タマキ、訳/松波佐知子：徳間書店）、「ことばとふたり」（文/ジョン・エガード、絵・訳/きたむらさとし：岩波書店）
- 第71回（2024年） - 「図書館がくれた宝物」（作/ケイト・アルバス、訳/櫛田理絵：徳間書店）、「わたしは地下鉄です」（文・絵/キム・ヒョウン、訳/万木森玲：岩崎書店）
- 第72回（2025年） - 「パパはたいちょうさん　わたしはガイドさん」（作/ゴンサロ・モウレ、訳/星野由美：PHP研究所）、「まぼろしの巨大クラゲをさがして」（作/クロエ・サベージ、訳/よしいかずみ：BL出版）

## 過去の賞

### 賞
- 第1回（1954年）
  - 「眠りと夢」（著/宮城音弥：牧書店）
  - 「初級童話 あるいた雪だるま」（作/佐藤義美：泰光堂）
  - 「埋もれた世界」（作/A.T.ホワイト、訳/後藤富男：岩波書店）
  - 「こぶたとくも」（作/E.B.ホワイト、訳/鈴木哲子：法政大学出版局）
  - 「ヘンデルとグレーテル」ほか（著/飯沢匡 ほか：トッパン）
  - 「私たちの生活百科事典 17」（編/城戸幡太郎 ほか：生活百科刊行会）
  - 「少年朝日年鑑 昭和27年版」（編/朝日新聞社：朝日新聞社）
  - 「科学の学校 全37冊」（編/岩波書店：岩波書店）
  - 「日本児童文学全集 全12巻」（編/小川未明 ほか：河出書房）
  - 「綴方風土記 全8巻」（編/国分一太郎 ほか：平凡社）
- 第2回（1955年）
  - 「ミツバチの世界」（著/桑原万寿太郎：岩波書店）
  - 「日本人漂流ものがたり」（著/須見五郎：毎日新聞社）
  - 「山ではたらく人々」（著/堀江誠志郎：筑摩書房）
  - 「学校図書館文庫 第1期 全50巻」（編/稲垣友美：牧書店）
  - 「世界少年少女文学全集 全32巻」（編/高橋健二 ほか：東京創元社）
  - 「岩波の子どもの本 全24冊」（編/吉野源三郎 ほか：岩波書店）
- 第3回（1956年）
  - 「児童百科事典 全24巻」（編/平凡社児童百科事典編集部：平凡社）（特別賞）
  - 「ささぶね船長」（作/永井萌二：新潮社）
  - 「緑の十字架」（作/那須辰造：同和春秋社）
  - 「美しさはどこにでも」（著/福田豊四郎：牧書店）
  - 「たのしい観察 生きもののしらべかた」「たのしい採集 標本のつくりかた」（編/朝日新聞社：朝日新聞社）
  - 「日本のむかし話 全6巻」（編/坪田譲治 ほか：実業之日本社）
- 第4回（1957年）
  - 「西洋の美術」（著/今泉篤男：小峰書店）
  - 「友だちのことでこまることはありませんか?」（著/綿引まさ：東西文明社）
  - 「浜田広介童話選集 全6巻」（作/浜田広介：講談社）
  - 「少年少女日本文学選集 全30巻」（監修/谷川徹三 ほか：あかね書房）
  - 「鳥類の図鑑」（著/高島春雄 ほか：小学館）
  - 「こどものとも 全11冊」（福音館書店）
- 第5回（1958年）
  - 「コタンの口笛 第1部,第2部」（著/石森延男：東都書房）
  - 「天平の少年 奈良の大仏建立/乱世に生きる二人」（著/福田清人、絵/鴨下晁湖：講談社）
  - 「子どもの舞台美術」（著/市川禎男ほか：さ・え・ら書房）
  - 「私たちの詩と作文」（著/柳内達雄：国土社）
  - 「世界の子ども 全15巻」（平凡社）
  - 「少年少女学習百科大事典 理科編」（学習研究社）
- 第6回（1959年）
  - 「夏の植物 秋・冬の植物 春の植物」（編/前川文夫：誠文堂新光社）
  - 「人間の歴史」（著/八杉龍一：あかね書房）
  - 「ピッケルの思い出」（著/槇有恒：牧書店）
  - 「エイブ・リンカーン」（著/吉野源三郎：岩波書店）
  - 「レミは生きている」（著/平野威馬雄：日本児童文庫刊行会）
  - 「日本民話選」（作/木下順二：岩波書店）
- 第7回（1960年）
  - 「きょうも生きて 全2冊」（著/坂本遼作：東都書房）
  - 「自然をつくりかえる」（著/大谷省三：牧書店）
  - 「科学の歴史」（著/菅井準一：あかね書房）
  - 「なかよし特急」（作/阿川弘之：中央公論社）
  - 「少年少女つづり方作文全集 全10巻」（編/滑川道夫：東京創元社）
  - 「目で見る学習百科事典 全8巻」（小峰書店）
- 第8回（1961年）
  - 「新美南吉童話全集 全3巻」（著/新美南吉：大日本図書）
  - 「龍の子太郎」（作/松谷みよ子：講談社）
  - 「あいうえおのほん」（作/浜田広介、絵/いわさきちひろ：童心社）
  - 「人類の誕生」（著/寺田和夫 ほか：小学館）
  - 「地球のすがた」（作/井尻正二：偕成社）
- 第9回（1962年）
  - 「ポンのヒッチハイク 自動車無銭旅行」（著/早船ちよ：理論社）
  - 「白いりす」（作/安藤美紀夫、絵/清水勝：講談社）
  - 「ザルテン動物文学全集 全7巻」（原作/ザルテン：白水社）
  - 「少年少女世界伝記全集 全15巻」（監修/安倍能成 ほか：講談社）
  - 「地球の科学」（著/畠山久尚 ほか、絵/松浦晴二：小学館）
- 第10回（1963年）
  - 「コーサラの王子」（作/吉田比砂子、絵/油野誠一：講談社）
  - 「いやいやえん」（作/中川李枝子、絵/大村百合子：福音館書店）
  - 「ケストナー少年文学全集」（作/エーリヒ・ケストナー、訳/高橋健二：岩波書店）
  - 「少年少女日本動物記 全5巻」（著/林寿郎：牧書店）
  - 「物理の世界」（著/武谷三男 ほか：講談社）
- 第11回（1964年）
  - 「星の牧場」（作/庄野英二、絵/長新太：理論社）
  - 「孤島の野犬」（著/椋鳩十：牧書店）
  - 「銀色のラッコのなみだ 北の海の物語」（著/岡野薫子：実業之日本社）
  - 「きつね森の山男」（著/馬場のぼる：岩崎書店）
  - 「ヒマラヤの旅 未知をさぐって」（文・写真/古原和美：理論社）
- 第12回（1965年）
  - 「白いりゅう黒いりゅう 中国のたのしいお話」（編/賈芝、孫剣冰、絵/赤羽末吉、訳/君島久子：岩波書店）
  - 「ももたろう」（文/松居直：福音館書店）
  - 「科学の事典」（編/岩波書店編集部：岩波書店）
  - 「アインシュタイン 原子力の父」（著/菅井準一：偕成社）
  - 「貝の科学」（著/阿部襄：牧書店）
- 第13回（1966年）
  - 「さえら伝記ライブラリー 全10巻」（著/関口甫 ほか：さ・え・ら書房）
  - 「国際児童文学賞全集 全12巻」（編/山内義雄 ほか：あかね書房）
  - 「リンドグレーン作品集 全12巻」（訳/大塚勇三：岩波書店）
  - 「草の芽は青い」著/生源寺美子、絵/山下大五郎：講談社）
  - 「ポイヤウンベ物語」（著/安藤美紀夫、画/水四澄子：福音館書店）
- 第14回（1967年）
  - 「原子力への道を開いた人々」（著/藤本陽一：さ・え・ら書房）
  - 「インカ帝国の探検」（著/泉靖一：あかね書房）
  - 「ナルニア国ものがたり 全7巻」（原作/C・S・ルイス、訳/瀬田貞二：岩波書店）
  - 「海の日曜日」（著/今江祥智：実業之日本社）
  - 「シマフクロウの森」（作/香山彬子、絵/木下公男：講談社）
- 第15回（1968年）
  - 「11ぴきのねこ」（著/馬場のぼる：こぐま社）
  - 「スーホの白い馬 モンゴル民話」（再話/大塚勇三、画/赤羽末吉：福音館書店）
  - 「子どものための動物物語 全10巻」（著/戸川幸夫：国土社）
  - 「ヤン」（作/前川康男：実業之日本社）
  - 「ロマン・ロランの生涯」（著/山口三夫：理論社）
- 第16回（1969年）
  - 「き」（作/谷川俊太郎：至光社）
  - 「くしゃみくしゃみ天のめぐみ」（作/松岡享子、画/寺島竜一：福音館書店）
  - 「やまとたける」（作/阿久根治子：福音館書店）
  - 「砂」（著/ウィリアム・メイン、訳/林克己：岩波書店）
  - 「天保の人びと」（作/かつおきんや：牧書店）
- 第17回（1970年）
  - 「寺町三丁目十一番地」（作/渡辺茂男、画/太田大八：福音館書店）
  - 「あの日の空は青かった 野長瀬正夫少年少女詩集」（著/野長瀬正夫、画/依光隆：金の星社）
  - 「いやだいやだの絵本 全4冊」（作/せなけいこ：福音館書店）
  - 「ハンス・ペテルソン名作集 全11巻」鈴木徹郎・大石真訳（ポプラ社）
  - 「かこさとし かがくの本 全10巻」（著/かこさとし：童心社）
- 第18回（1971年）
  - 「足のうらをはかる」（文/平沢弥一郎：ポプラ社）
  - 「ちょうちん屋のままッ子」（作/斎藤隆介、絵/滝平二郎：理論社）
  - 「ちいさなきいろいかさ」（作/森比左志、絵/にしまきかやこ：金の星社）
  - 「旧約聖書物語」（作/ウォルター・デ・ラ・メア、絵/小松崎邦雄、訳/阿部知二：岩波書店）
  - 「いしぶみ」（編/広島テレビ放送：ポプラ社）
- 第19回（1972年）
  - 「小さい心の旅」（著/関英雄、画/武部本一郎：偕成社）
  - 「しあわせどおりのカナリヤ」（文・絵/チャールズ・キーピング（英語版）、訳/よごひろこ：らくだ出版）
  - 「幸島のサル 25年の観察記録」（著/三戸サツヱ：ポプラ社）
  - 「まぼろしの巨鯨シマ」（作/北村けんじ、絵/瀬川康男：理論社）
  - 「憲法を考える」（著/星野安三郎：ポプラ社）
- 第20回（1973年）
  - 「天の園」（作/打木村治、絵/市川禎男：実業之日本社）
  - 「でんでんむしの競馬」（著/安藤美紀夫：偕成社）
  - 「幸運な失敗 トランジスターの誕生」（著/菊池誠：日本放送出版協会）
  - 「人類最後の日 自然の復讐」（著/宮脇昭：筑摩書房）
  - 「世界の伝記 全20巻」（学習研究社）
- 第21回（1974年）
  - 「算法少女」（作/遠藤寛子、絵/箕田源二郎：岩崎書店）
  - 「三人泣きばやし」（文/山中恒、挿絵/井上洋介：福音館書店）
  - 「フランバーズ屋敷の人びと 全3巻」（作/キャスリーン・M・ペイトン、訳/掛川恭子：岩波書店）
  - 「強制収容所の少女」（作/タカシマシズエ、訳/前川純子：冨山房）
  - 「かくされた自然 ミクロの生態学」（著/栗原康：筑摩書房）
- 第22回（1975年）
  - 「雨の動物園」（著/舟崎克彦：偕成社）
  - 「あひるのバーバちゃん」（作/神沢利子、絵/山脇百合子：偕成社）
  - 「生きることの意味 ある少年のおいたち」（著/高史明、画/水野二郎：筑摩書房）
  - 「黒つちがもえた」（文/大竹三郎、絵/古屋勉：大日本図書）
  - 「空を飛ぶクモ」（著/錦三郎、画/市川禎男：学習研究社）
- 第23回（1976年）
  - 「まど・みちお詩集 全6巻」（著/まど・みちお：銀河社）
  - 「ちゃぷちゃっぷんの話」（作/上崎美恵子、絵/井上洋介：旺文社）
  - 「ファージョン作品集」（作/エリナー・ファージョン、訳/石井桃子：岩波書店）
  - 「鉄の子カナヒル」（作・絵/儀間比呂志：岩波書店）
  - 「縄文人の知恵にいどむ」（著/楠本政助：筑摩書房）
- 第24回（1977年）
  - 「石切り山の人びと」（著/竹崎有斐：偕成社）
  - 「おきんの花かんざし」（文/宮脇紀雄、絵/井口文秀：金の星社）
  - 「細川ガラシャ夫人」（著/山本藤枝：さ・え・ら書房）
  - 「だれが原子をみたか」（著/江沢洋：岩波書店）
  - 「チャイルド・クラフト 全15巻」（編/平塚益徳 ほか：フィールド・エンタープライズ・インターナショナル）
- 第25回（1978年）
  - 「ひろしのしょうばい」（著/ふなざきやすこ、絵/ふなざきよしひこ：偕成社）
  - 「やまんばおゆき」（作/浜野卓也、絵/箕田源二郎：国土社）
  - 「たべたの だあれ」「かくしたの だあれ」（作/五味太郎：文化出版局）
  - 「ゴミとたたかう」（著/半谷高久：小峰書店）
  - 「森と鳥」（編/中村登流：小学館）
- 第26回（1979年）
  - 「坂をのぼれば」（作/皿海達哉、絵/杉浦範茂：PHP研究所）
  - 「長崎キリシタン物語」（著/福田清人、画/田代三善：講談社）
  - 「ひつじぐものむこうに」（作/あまんきみこ、絵/長谷川知子：文研出版）
  - 「君たちの生きる社会」（著/伊東光晴：筑摩書房）
  - 「川は生きている 自然と人間」（著/富山和子：講談社）
- 第27回（1980年）
  - 「かきの木いっぽんみが三つ」（作/宮脇紀雄、絵/村上豊：金の星社）
  - 「はなはなみんみ物語 全3巻」（作/わたりむつこ、絵/本庄ひさ子：リブリオ出版）
  - 「しろふくろうの まんと」（文/高橋健、絵/松永禎郎：小峰書店）
  - 「東書児童劇シリーズ 全3巻」（著/小池タミ子：東京書籍）
  - 「君は進化を見るか 虫たちの語るもの」（著/城田安幸：岩崎書店）
  - 「カテドラル 最も美しい大聖堂のできあがるまで」（作/デビッド・マコーレイ、訳/飯田喜四郎：岩波書店）
- 第28回（1981年）
  - 「法隆寺 世界最古の木造建築」（著/西岡常一宮上茂隆、イラスト/穂積和夫：草思社）
  - 「ゆきがくる?」（作/神沢利子、絵/宮本忠夫：銀河社）
  - 「自然のなかの動物たち 全10巻」（著/高橋健：講談社）
  - 「信濃子ども詩集27集 全4冊」（詩集編集事務局）
  - 「夜が明けるまで」（作/マヤ・ヴォイチェホフスカ（英語版）、訳/清水真砂子：岩波書店）
- 第29回（1982年）
  - 「かれ草色の風をありがとう」（作/伊沢由美子、絵/小泉るみ子：講談社）
  - 「わんぱくタイクの大あれ三学期」（作/ジーン・ケンプ（英語版）、訳/松本亨子：評論社）
  - 「雪の夜の幻想」（作/いぬいとみこ、画/つかさおさむ：童心社）
  - 「決断するとき 将棋に生きる」（著/大内延介：筑摩書房）
  - 「時間のけんきゅう」（文/海部宣男、絵/原誠：岩波書店）
- 第30回（1983年）
  - 「山んば見習いのむすめ」（作/いぬいとみこ、絵/ひらやまえいぞう：福音館書店）
  - 「詩集 ねこぜんまい」（著/武鹿悦子、絵/高畠純：かど創房）
  - 「中国の神話 天地を分けた巨人」（著/君島久子：筑摩書房）
  - 「お星さまのレール」（作/小林千登勢、画/小林与志：金の星社）
  - 「コウモリ」（作/庫本正、画/藪内正幸：福音館書店）
- 第31回（1984年）
  - 「つむじ風のマリア」（作/堀直子、画/渡辺有一：小学館）
  - 「雨やどりはすべり台の下で」（作/岡田淳、絵/伊勢英子：偕成社）
  - 「おはいんなさい えりまきに」（作/角野栄子、絵/牧野鈴子：金の星社）
  - 「釣りの夢 魚の夢」（著/森秀人：筑摩書房）
  - 「神秘の島ガラパゴス」（著/テュイ・ド・ロイ・ムーア、訳・解説/八杉竜一：小学館）
  - 「街の自然12カ月めぐろの動植物ガイド」（編/森清見：東京都目黒区）
- 第32回（1985年）
  - 「ともだちは海のにおい」（作/工藤直子、絵/長新太：理論社）
  - 「小さいベッド」（著/村中李衣、絵/かみやしん：偕成社）
  - 「だっくん あそぼうよシリーズ 全3冊」（作/すえよしあきこ、絵/いせひでこ：ブックローン出版）
  - 「よみがえれ黄金の島 ミカンコミバエ根絶の記録」（著/小山重郎：筑摩書房）
  - 「身近な植物の一生 1〜5」（著/南光重毅：誠文堂新光社）
- 第33回（1986年）
  - 「東京石器人戦争」（作/さねとうあきら、挿絵/長谷川集平：理論社）
  - 「まよなかのパーティー ピアス短篇集」（作/フィリッパ・ピアス、訳/猪熊葉子：冨山房）
  - 「ひとりぼっちのさいしゅうれっしゃ」（作/いわむらかずお：偕成社）
  - 「くぎ丸二世号のひみつ さびができるしくみを探る」（文・写真/佐藤早苗：大日本図書）
  - 「岩波ジュニア科学講座 全10巻」（編/岩波書店編集部：岩波書店）
- 第34回（1987年）
  - 「白鳥のふたごものがたり 全3巻」（作/いぬいとみこ：理論社）
  - 「遠い日の歌がきこえる」（作/ローズマリー・ハリス、訳/越智道雄：冨山房）
  - 「あさ・One morning」（文/舟越カンナ、絵/井沢洋二：ジー・シー）
  - 「シリーズ日本の伝統工芸 全12巻」（監修/萌樹舎：リブリオ出版）
  - 「ファーブル写真昆虫記 全12巻」（原作/ジャン・アンリ・ファーブル：岩崎書店）
- 第35回（1988年）
  - 「私は黒人奴隷だった フレデリック・ダグラスの物語」（著/本田創造：岩波書店）
  - 「みんなの幽霊ローザ」（作/クリスティーネ・ネストリンガー、訳/若林ひとみ：岩波書店）
  - 「雨のにおい星の声」（文/赤座憲久、絵/鈴木義治：小峰書店）
  - 「やだもん! 保坂展人の元気印ランド」（著/保坂展人、金山福子：小学館）
  - 「わたしいる」（作/佐野洋子：童話屋）
- 第36回（1989年）
  - 「おやすみなさいまたあした」（詩/神沢利子、絵/西巻茅子：のら書店）
  - 「カマキリと月 南アフリカの八つのお話」（作/マーグリート・ポーランド（英語版）、絵/リー・ヴォイト、訳/さくまゆみこ：福音館書店）
  - 「矢内原先生の聖書ものがたり 今井館聖書学校 上下巻」（著/矢内原忠雄、編/矢内原伊作：新地書房）
  - 「いきいき物理わくわく実験」（編著/愛知物理サークル、岐阜物理サークル：新生出版）
  - 「空から地下を探るには?」（著/西尾元充：筑摩書房）
- 第37回（1990年）
  - 「みんなうたってる」（文・絵/杉田豊：至光社）
  - 「赤いヤッケの駅長さん」（作/はまみつを：小峰書店）
  - 「百年前の報道カメラマン」（作/千世まゆ子：講談社）
  - 「わたしの研究 イラガのマユのなぞ」（著/石井象二郎：偕成社）
  - 「うごくかがく『くっつく』」（構成・文/吉田秀樹、うごくかがく編集委員会：ほるぷ出版）
- 第38回（1991年）
  - 「いねむりのすきな月」（作・絵/石崎正次：ブック・ローン社）
  - 「ふるさとは、夏」（作/芝田勝茂：福音館書店）
  - 「砂漠の宝」（作/ジクリト・ホイク（ドイツ語版）、訳/酒寄進一：福武書店）
  - 「こうばしい日々」（作/江國香織：あかね書房）
  - 「ぼくの町は戦場だった」（編/イギリス放送、監訳/山中恒：平凡社）
- 第39回（1992年）
  - 「『うそじゃないよ』と谷川くんはいった」（作/岩瀬成子、絵/味戸ケイコ：PHP研究所）
  - 「少年ルーカスの遠い旅」（作/ヴィリ・フェーアマン（ドイツ語版）、訳/中村浩三、中村采女：偕成社）
  - 「小さな博物誌」（著/河合雅雄：筑摩書房）
  - 「ファーブル昆虫記 全8巻」（訳・解説/奥本大三郎：集英社）
  - 「わたしの研究 アリに知恵はあるか?」（文/石井象二郎、絵/つだかつみ：偕成社）
- 第40回（1993年）
  - 「だんまりくらべ」（文・絵/遊子：すずき出版）
  - 「亀八」（作/舟崎靖子、絵/かみやしん：偕成社）
  - 「見習い物語」（作/レオン・ガーフィールド、絵/中釜浩一郎、訳/斎藤健一：福武書店）
  - 「チェルノブイリから ニーナ先生と子どもたち」（文・写真/広河隆一：小学館）
  - 「みる野鳥記 全10巻」（編/(財)日本野鳥の会、絵/水谷高英 ほか：あすなろ書房）
- 第41回（1994年）
  - 「おはなし広場 そらをとんだたまごやき」（作/落合恵子、絵/和田誠：クレヨンハウス）
  - 「これは王国のかぎ」（著/荻原規子：理論社）
  - 「グレイがまっているから」（作/いせひでこ：理論社）
  - 「ユージン・スミス 楽園へのあゆみ」（著/土方正志：佑学社）
  - 「お母さんが 話してくれた 生命の歴史 全4巻」（文/柳澤桂子、絵/朝倉まり：岩波書店）
- 第42回（1995年）
  - 「おさるになるひ」（作・絵/いとうひろし：講談社）
  - 「車イスから見た街」（著/村田稔：岩波書店）
  - 「塩っぱい河をわたる」（著/野添憲治：福音館書店）
  - 「世界の砂漠を緑に」（著/遠山柾雄：講談社）
  - 「西遊記」（文/唐亜明、絵/于大武：講談社）
- 第43回（1996年）
  - 「オンロックがやってくる」（文・絵/小野かおる：福音館書店）
  - 「てん てん てん ゆきあかり」（文・絵/宇治勲：至光社）
  - 「世界を変えた科学者 全8冊」（著/スチーブ・パーカー、訳/八杉龍一、鈴木将 ほか：岩波書店）
  - 「歌う石」（作/O・R・メリング、訳/井辻朱美：講談社）
  - 「絵で読む広島の原爆」（文/那須正幹、絵/西村繁男：福音館書店）
- 第44回（1997年）
  - 「ダルメシアン」（著/ドディー・スミス、訳/熊谷鉱司：文溪堂）
  - 「ブラザー イーグル シスター スカイ」（絵/スーザン・ジェファーズ、訳/徳岡久生：JULA出版局）
  - 「宮澤賢治挽歌画集 永訣の朝」（画/遠山繁年：偕成社）
  - 「人間が好き」（文・写真/長倉洋海：福音館書店）
  - 「日本語ってどんな言葉?」（著/佐々木瑞枝：筑摩書房）
- 第45回（1998年）
  - 「イグアナくんのおじゃまな毎日」（作/佐藤多佳子：偕成社）
  - 「はじめての たまご売り」（文/ラスカル、絵/I・シャトゥラール、訳/中井珠子：BL出版）
  - 「ねこのジンジャー」（作/シャーロット・ヴォーク（英語版）、訳/小島希里：偕成社）
  - 「あなたが守る あなたの心・あなたのからだ」（作/森田ゆり：童話館出版）
  - 「沖縄のホタル」（文・写真/深石隆司：沖縄出版）
- 第46回（1999年）
  - 「カラフル」（作/森絵都：理論社）
  - 「イングリッシュローズの庭で」（作/ミシェル・マゴリアン、訳/小山尚子：徳間書店）
  - 「オーブンの中のオウム」（作/ヴィクター・マルティネス、訳/さくまゆみこ：講談社）
  - 「わらのうし」（文/内田莉莎子、絵/ワレンチン・ゴルディチューク：福音館書店）
  - 「わたしたちのトビアス学校へいく」（文・写真/ボー・スベドベリ、訳/オスターグレン晴子：偕成社）
- 第47回（2000年）
  - 「穴」（作/ルイス・サッカー、訳/幸田敦子：講談社）
  - 「タガメはなぜ卵をこわすのか?」（文/市川憲平：偕成社）
  - 「シマが基地になった日」（著/真鍋和子：金の星社）
  - 「地球生活記」（著/小松義夫：福音館書店）
  - 「葉の裏で冬を生きぬくチョウ」（著/高柳芳恵：偕成社）
- 第48回（2001年）
  - 「空へつづく神話」（作/富安陽子、絵/広瀬弦：偕成社）
  - 「バイバイ わたしのおうち」（作/ジャクリーン・ウィルソン、絵/ニック・シャラット、訳/小竹由美子：偕成社）
  - 「ぼく、ネズミだったの!」（作/フィリップ・プルマン、絵/ピーター・ベイリー、訳/西田紀子：偕成社）
  - 「まわってめぐって みんなの荒川」（著・編/野村圭佑：どうぶつ社）
  - 「こいぬのジョリーとあそぼうよ」（文/ダーリ・メッツガー、絵/マーガレット・シュトループ、訳/斎藤尚子：徳間書店）
- 第49回（2002年）
  - 「えんの松原」（作/伊藤遊、画/太田大八：福音館書店）
  - 「クリスマスはきみといっしょに」（作/ホリー・ホビー、訳/二宮由紀子：BL出版）
  - 「シカゴよりこわい町」（著/リチャード・ペック（英語版）、訳/斎藤倫子：東京創元社）
  - 「地震と火山の島国」（著/島村英紀：岩波書店）
  - 「平和のたからもの」（文・絵/寺田志桜里：くもん出版）
- 第50回（2003年）
  - 「里山を歩こう」（著/今森光彦：岩波書店）
  - 「ゾウの歩んできた道」（著/小原秀雄：岩波書店）
  - 「雄太昆虫記 ぼくのアシナガバチ研究所日記」（作/中川雄太：くもん出版）
  - 「アリになったカメラマン 昆虫写真家・栗林慧」（文・写真/栗林慧：講談社）
  - 「楽園のつくりかた」（著/笹生陽子：講談社）
- 第51回（2004年）
  - 「カマキリ」（文・写真/今森光彦：アリス館）
  - 「江戸っ子ガラス」（文/那須正幹、協力/今泉忠明：くもん出版）
  - 「私たちは いま、イラクにいます」（文/シャーロット・アルデブロン、写真/森住卓：講談社） - 森住は受賞を辞退[2]
  - 「ペーターという名のオオカミ」（作/那須田淳：小峰書店）
  - 「ヘラジカがふってきた!」（著/アンドレアス・シュタインヘーフェル、訳/鈴木仁子：早川書房）
- 第52回（2005年）
  - 「ホリス・ウッズの絵」（作/パトリシア・ライリー・ギフ、訳/もりうちすみこ：さ・え・ら書房）
  - 「スピリット島の少女─オジブウェー族の一家の物語」（作/ルイーズ・アードリック、訳/宮木陽子：福音館書店）
  - 「栗林さんの虫めがね 3 瞬間」（著/栗林慧：フレーベル館）
  - 「うさぎのおうち」（文/マーガレット・ワイズ・ブラウン、絵/ガース・ウィリアムズ、訳/松井るり子：ほるぷ出版）
  - 「ウィッシュリスト -The Wish List-」（著/オーエン・コルファー、訳/種田紫：理論社）
- 第53回（2006年）
  - 「樹液をめぐる昆虫たち」（著/矢島稔：偕成社）
  - 「わたしの庭」（文・写真/今森光彦：クレヨンハウス）
  - 「おともださにナリマ小」（作/たかどのほうこ、絵/にしむらあつこ：フレーベル館）
  - 「震度7」（文・絵/松岡達英：ポプラ社）
  - 「天国からはじまる物語」（著/ガブリエル・ゼヴィン、訳/堀川志野舞：理論社）

※ 改定により2007年中止

### 理想教育財団科学賞
※ 後援により1996年新設
- 第43回（1996年） - 「風にのれ! アホウドリ」（著/長谷川博：フレーベル館）
- 第44回（1997年） - 「森の新聞 4 ホタルの里」（著/大場信義：フレーベル館）
- 第45回（1998年） - 「湖の世界をさぐる」（共著/西條八束、村上哲生：小峰書店）
- 第46回（1999年） - 「黒いトノサマバッタ」（著/矢島稔：偕成社）

※ 後援終了により2000年中止

## 歴代推薦作
- 第1回（1954年）
  - 「私の昆虫記」（加藤陸奥雄：牧書店）
  - 「ナイロン物語」（金丸競、土屋昌三：アルス）	　
  - 「地球と人間のたたかい」（編/青銅社編集部：青銅社）
  - 「昔の農業」（中井信彦：さ・え・ら書房）
  - 「美しい日々のために」（吉沢久子：三十書房）
  - 「日本のむかし　全4巻」（和歌森太郎：実業之日本社）
  - 「こどもの暦　全2巻」（編/児童文芸者協会：朝日新聞社）
  - 「星の王子さま」（著/サン・テグジュペリ、訳/内藤濯：岩波書店）
  - 「村に学校ができた」（著/ターシス、訳/杉本喬：岩波書店）
  - 「とぶ船」（著/H．リュイス、訳/石井桃子：岩波書店）
  - 「少年演劇名作集」（編/文部省青少年劇研究会：角川書店）
  - 「おかあさんのおひざ」（徳永寿美子：三十書房）
  - 「つるは南へ行く」（著/カラージン（英語版）、訳/本多秋五、本多治子：東洋書館）
  - 「光と影の絵本」（与田凖一：筑摩書房）
  - 「生きている兄　他2点」（編/読売新聞社：読売新聞社）
  - 「リンカーン」（坂西志保：金子書房）
  - 「大むかしの人々」（八幡一郎：講談社）
  - 「思いつき工夫と工作」（泉田常雄：誠文堂新光社）
  - 「山のクリスマス」（文・画/ベーメルマン：岩波書店）
  - 「少年少女漫画集　第二巻」（清水崑：河出書房）
- 第2回（1955年）
  - 「鉄の町の少年」（国分一太郎：新潮社）
  - 「風ぐるま」（太田博也：福音館書店）
  - 「十二のきりかぶ」（与田凖一：新潮社）
  - 「パセリ通りの古い家」（著/ベナリイ・イスベルト（英語版）、訳/藤村宏：岩波書店）
  - 「おばちゃんのこと	全国小・中学校つづり方コンクール入選作品集・小学校・低学年編」（：読売新聞社）
  - 「全日本児童詩集第3集」（編/日本童詩研究会：創元社）
  - 「三角形の魔術」（編/物部長興：青銅社）
  - 「生きものの歴史」（八杉竜一：光文社）
  - 「パブロフ」（林髞：金子書店）
  - 「職業のえらび方」（伊藤裕時：三十書房）
  - 「世界の産業革命」（井野川潔：福村書店）
  - 「学校新聞」（加藤地三：国土社）
  - 「エヴェレストをめざして」（著/ジョン・ハント（英語版）、訳/松方三郎：岩波書店）
  - 「わが国土(既刊6巻)」（渡辺操他：国民図書刊行会）
  - 「学生の理科辞典」（編/中教出版社：中教出版社）
- 第3回（1956年）
  - 「海をひらいた人々」（宮本常一：筑摩書房）
  - 「日本の米つくり」（成田忠久：牧書店）
  - 「昆虫の生活」（石井象二郎：三十書房）
  - 「なぜだろうなぜかしら」（菅井準一：実業之日本社）
  - 「未来への旅」（著/ザハルチエンコ、訳/川上洸：理論社）
  - 「石の思い出」（著/フェルスマン、訳/堀秀道：理論社）
  - 「伊能忠敬」（三枝博音：国土社）
  - 「佐久間象山」（塚原健二郎：講談社）
  - 「エジプトの少年」」（著/M．マチエ、訳/福井研介他：岩波書店）
  - 「模型工作船のおいたち」（岩上行忠：筑摩書房）
  - 「三びきのこぶたのたんじょうび」（飯沢匡他：トッパン）
- 第4回（1957年）
  - 「小学生クオレ文庫 全9巻」（森久保仙太郎他：秋田書店）
  - 「逸話でよむおはなし世界歴史 一年～六年上下全12巻」（編/児童文学者協会：実業之日本社）
  - 「佐久間ダム物語」（岩佐氏寿：東西文明社）
  - 「元素から原子へ」（編/朝日新聞社：朝日新聞社）
  - 「中学生文庫少年天文教室　全3巻」（著/イワノーフスキー、訳/もののべながおき：理論社）
  - 「発明発見ものがたり一年〜三年」（監修/菅井準一：実業之日本社）
  - 「和歌ものがたり」（佐佐木信綱：さ・え・ら書房）
  - 「マスの大旅行」（大田黒克彦：講談社）
  - 「たのしい歴史童話 全5巻」（編/日本児童文芸家協会：ポプラ社）
- 第5回（1958年）
  - 「たのしい世界歴史童話 全10巻」（編/日本児童文芸家協会：ポプラ社）
  - 「おばあさんの村」（中野重治：岩波書店）
  - 「童話日本史(上・下)」（編/大場磐雄、松島栄一、森末義彰、塚谷晃弘：東雲堂）
  - 「河口慧海」（青江舜二郎：国土社）
  - 「私たちの社会科教室1これからの家と家族」（玉城肇：三十書房）
  - 「ネズナイカ」（著/ノーソフ（ロシア語版）、訳/西郷竹彦：宝文館）
  - 「科学ものがたり6技術の革命」（編/朝日新聞社科学ものがたり編集部：朝日新聞社）
  - 「森の新聞(春・夏・秋・冬)」（著/ビタリー・ビアンキ、訳/内田莉莎子、タカクラタロー：理論社）		　
  - 「図解科学と実験の歴史」（著/シャーウッド・テイラー（英語版）、訳/平田寛、稲沼瑞穂：創元社）
  - 「山のよびごえ」（野長瀬正夫：金の星社）
- 第6回（1959年）
  - 「チボー家のジャック」（著/ロジェ・マルタン・デュ・ガール、訳/山内義雄：白水社）
  - 「アルプスの赤い旗」（著/オーマン (James Ramsey Ullman) 、訳/持丸良雄：講談社）
  - 「あめのひぶんこ第3集・第4集」（編/阿部知二他：麦書房）
  - 「童話劇20選」（小池タミ子：国土社）
  - 「少年少女世界の旅(全十巻)」（：保育社）
  - 「海底旅行」（佐々木忠義：牧書店）
  - 「ネール」（坂本徳松：岩崎書店）
  - 「雨つぶ・雲つぶ・雪」（伊藤疆自：誠文堂新光社）
  - 「青木茂集」（青木茂：ポプラ社）
  - 「くらしの工夫(全5巻)」（木下繁：牧書店）
- 第7回（1960年）
  - 「いたずら教室」（戸塚廉：講学館）
  - 「ビーバーの冒険」（著/A．マンツイ（イタリア語版）、訳/岩崎純孝：あかね書房）
  - 「木かげの家の小人たち」（いぬいとみこ：中央公論社）
  - 「はだかっ子」（近藤健：理論社）
  - 「谷間の底から」（柴田道子：東都書房）
  - 「福沢諭吉」（松島栄一：講談社）
  - 「生活する子ら」（編/日本作文の会：小峰書店）
  - 「動物となかよしになるには」（林寿郎：牧書店）
  - 「人間の誕生」（井尻正二：日本評論新社）
- 第8回（1961年）
  - 「赤毛のポチ」（山中恆：理論社）
  - 「日本クオレ　全3巻」（国分一太郎：小峰書店）
  - 「夢を掘りあてた人」（作/ヴィーゼ（英語版）、訳/大塚勇三：岩波書店）
  - 「太平物語」（福世武次：講学館）
  - 「赤毛のアン 他9冊」（作/モンゴメリ、訳/村岡花子：新潮社）
  - 「日本の歴史＝ジュニア版」（高木卓、福田清人：読売新聞社）
  - 「わたしたちはこう生きる」（吉田瑞穂：国土社）
  - 「アラビアの一年」（川崎寅雄：牧書店）
  - 「日本の歴史」（和歌森太郎：偕成社）
  - 「玉川こども百科＝フランス・スイス編」（編/小原国芳：誠文堂新光社）
- 第9回（1962年）
  - 「ちびっこカムのぼうけん」（著/神沢利子、絵/山田三郎：理論社）
  - 「ハウフ童話全集」（訳/塩谷太郎：弥生書房）
  - 「君たちが生きる社会」（福武直、萩坂昇：筑摩書房）
  - 「わかる昆虫の実験」（編/石田寿老：岩崎書店）
  - 「少年少女日本動物記　全3巻」（編/林寿郎：牧書店）
  - 「生命のふしぎ」（著/八杉竜一他、絵/中西立太：小学館）
  - 「科学の歴史」（著/菅井準一他、絵/保田義孝：小学館）
  - 「少年少女名画彫刻全集　全6巻」（編/大久保泰他：岩崎書店）
  - 「世界の美術」（富永惣一：偕成社）
  - 「いたずらきかんしゃちゅうちゅう」（著/バージニア・リー・バートン、訳/村岡花子：福音館書店）
- 第10回（1963年）
  - 「ね、おはなしよんで」（編/与田凖一、川崎大治、乾孝、絵/岩崎ちひろ ほか：童心社）
  - 「ドブネズミ色の街」（著/木暮正夫：理論社）
  - 「創作幼年童話(ぞうのバイちゃん他7冊)」（：小峰書店）
  - 「少年少女世界文学全集　全50巻」（：講談社）
  - 「斎田喬幼年劇全集 全3巻」（斎田喬：誠文堂新光社）
  - 「ポニーブックス(ちびっこ探偵団他4冊)」（：岩崎書店）
  - 「父と母の歴史」（鶴見和子：筑摩書房）
  - 「日本人のこころ」（岡田章雄：筑摩書房）
  - 「少年少女世界の歴史　全12巻」（監修/中屋健一他：あかね書房）
  - 「植物のふしぎ」（沼田真：実業之日本社）
  - 「オートメーション」（中山秀太郎：ポプラ社）
  - 「科学ブック中級20冊」（：世界文化社）
- 第11回（1964年）
  - 「春の目玉」（著/福田清人：講談社）
  - 「三月ひなのつき」（作/石井桃子、絵/朝倉摂：福音館書店）
  - 「子どもに聞かせる日本の民話」（坪田譲治、大川悦生：実業之日本社）
  - 「子どもの詩の教室－味わいかた書きかた」（滑川道夫：少年写真新聞社）
  - 「私たちの日本古典文学 全25巻」（監修/西尾実他：さ・え・ら書房）
  - 「斎田喬自選学校劇脚本全集全6巻」（斎田喬：牧書店）
  - 「二宮尊徳」（筑波常治：国土社）
  - 「原水爆とのたたかい」（日高六郎：国土社）
  - 「おはなしのえほん1〜5」（センバ太郎他：至光社）
  - 「ぞうさん」（まど・みちお：フレーベル館）
- 第12回（1965年）
  - 「ぴいちゃぁしゃん」（作/乙骨淑子、絵/滝平二郎：理論社）
  - 「ゲンとイズミ」（宮口しづえ：筑摩書房）
  - 「からたちの花がさいたよ」（与田凖一：岩波書店）
  - 「木馬のぼうけん旅行」（著/アーシュラ・ウィリアムズ（英語版）、訳/石井桃子：福音館書店）
  - 「岡本良雄童話文学全集 全3巻」（：講談社）	　　
  - 「壺井栄児童文学全集 第4巻」（：講談社）	　　
  - 「世界100人の物語全集 全12巻」（編/日本子どもを守る会：集英社）
  - 「埋もれた日本」（たかしよいち：牧書店）
  - 「発明発見物語全集 全10巻」（編/板倉聖宣他：国土社）
  - 「どろんこハリー」（著/ジーン・ジオン（英語版）、イラスト/マーガレット・ブロイ・グレアム（英語版）、訳/わたなべしげお：福音館書店）
- 第13回（1966年）
  - 「しろいうさぎとくろいうさぎ」（文・絵/ガース・ウィリアムズ、訳/まつおかきょうこ：福音館書店）
  - 「星からおちた小さな人」（著/佐藤さとる、挿絵/村上勉：講談社）
  - 「シラカバと少女」（那須田稔：実業之日本社）
  - 「水つき学校」（加藤明治：東都書房）
  - 「ホビットの冒険」（作/トールキン、訳/瀬田貞二：岩波書店）
  - 「三人乗りの宇宙船」（作/スロボトキン（英語版）、訳/白木茂：偕成社）
  - 「ゆかいなどろぼうたち」（作/トールビョールン・エグネール（英語版）、訳/鈴木武樹：学習研究社）
  - 「こどものせかい－もず－」（作版/初山滋、詩/古倫不子：至光社）
  - 「鳥のふしぎと飼いかた・ならしかた」（林寿郎、小森厚、松本喬史：あすなろ書房）
  - 「中学生の生活記録1・2・3」（編/宮坂哲文他：国土社）
- 第14回（1967年）
  - 「おやすみなさいフランシス」（作/ラッセル・ホーバン、絵/ガース・ウィリアムズ、訳/松岡享子：福音館書店）
  - 「どこからきたの こねこのぴーた」（作/与田凖一、画/安泰：童心社）
  - 「おばあさんのひこうき」（著/佐藤さとる、絵/村上勉：小峰書店）
  - 「けんちゃんあそびましょ」（藤田圭雄：講談社）
  - 「まるはなてんぐとながはなてんぐ」（角田光男：実業之日本社）
  - 「青いイルカの島」（作/S．オデル、訳/藤原英司：理論社）
  - 「ママのおはなし」（村山籌子：童心社）
  - 「古典文学全集　全26巻」（：ポプラ社）
  - 「がちょうの歌」（万足卓：牧書店）
  - 「北海の道」（鈴木喜代春：牧書店）
- 第15回（1968年）
  - 「アーサー・ランサム全集 全12巻」（著/アーサー・ランサム、訳/岩田欣三、神宮輝夫：岩波書店）
  - 「がんばれヘンリーくん」（作/ベバリイ・クリアリー、訳/松岡享子：学習研究社）
  - 「行動半径二百メートル」（滑川道夫：実業之日本社）
  - 「日本のむかし話　全3巻」（文/松谷みよ子、絵/瀬川康男：講談社）
  - 「きょうまんさまの夜」（作/宮下和男、画/北島新平：福音館書店）
  - 「聖書物語＝世界の名著16」（作/バン・ルーン、訳/吉田新一：ポプラ社）
  - 「数学をきずいた人々」（村田全：さ・え・ら書房） 　
  - 「日本のお天気12か月」（清水教高、時田正康：牧書店）
  - 「どんくまさんうみへいく」（絵/柿本幸造、文/蔵富千鶴子：至光社）
  - 「八郎」（絵/滝平二郎、文/斎藤隆介：福音館書店）
- 第16回（1969年）
  - 「きつねやまのよめいり」（著/若山憲：こぐま社）
  - 「だるまちゃんとかみなりちゃん」（作・絵/加古里子：福音館書店）
  - 「カメラがとらえたチョウとガの一生」「カメラがとらえた虫たちの一生」（著/千国安之輔：さ・え・ら書房）
  - 「世界の詩 全7巻」（監修/串田孫一、西脇順三郎、渡辺一夫：さ・え・ら書房）
  - 「日本の農業につくした人々」（筑波常治：さ・え・ら書房）
  - 「すばらしい学校」（安川国雄：牧書店）
  - 「動物の世界と進化 上下」（作/H．ヴェント（ドイツ語版）、訳/八杉竜一：牧書店）
  - 「生きている地球」（松本英二：偕成社）
  - 「わたしとあそんで」（作絵/マリー・ホール・エッツ（英語版）、訳/与田凖一：福音館書店）
  - 「ビギナー・ブック・シリーズ」（監修/木下一雄、永井龍男、滑川道夫：日本パブリッシング）
- 第17回（1970年）
  - 「宮口しづえ児童文学集 全5巻」（宮口しづえ：小峰書店）
  - 「鯉のいる村」（岩崎京子：新日本出版社）
  - 「小さな魚」（作/エリック・C．ホガード（英語版）、訳/犬飼和雄：冨山房）
  - 「レオ＝レオニ　シリーズ　全3冊」（作/レオ・レオニ、訳/谷川俊太郎：日本パブリッシング）
  - 「イギリスオックスフォードえほんシリーズ　既刊3冊」（文/ラ・フォンテーヌ、絵/ブライアン・ワイルドスミス、訳/わたなべしげお：らくだ出版）
  - 「日本のこどものうた」（編/羽仁協子：風涛社）
  - 「父が語る太平洋戦争　全3巻」（編/来栖良夫、古田足日、堀尾青史：童心社）
  - 「レモンと実験」（著/A．ハリス・ストーン、訳/小林実：福音館書店）
  - 「パラオの海とサンゴ礁」（阿部襄：牧書店）
  - 「植物のくらし」（延原肇：評論社）
- 第18回（1971年）
  - 「八月がくるたびに」（作/おおえひで、絵/篠原勝之：理論社）
  - 「まほうつかいのくしゃんねこ」（吉行理恵：講談社）
  - 「黒岳と夏星の国」（作/マイケル・ベーカー、訳/越智道雄：冨山房）
  - 「デンネボルク童話全集　全5巻」（作/ハインリヒ・マリア・デンネボルク（ドイツ語版）、訳/高橋健二：あかね書房）
  - 「ナシの木とシラカバとメギの木」（絵・文/アロワ・カリジェ（英語版）、訳/大塚勇三：岩波書店）
  - 「きんのえんとつ」（文/藤田圭雄、絵/ミシェル・マリオネット：至光社）
  - 「恋愛なんかやめておけ」（松田道雄：筑摩書房）
  - 「中浜万次郎の生涯」（中浜明：冨山房）
  - 「天正の少年使節」（松田翠鳳：小峰書店）
  - 「海をさぐる」（日下実男：大日本図書）
- 第19回（1972年）
  - 「大草原の冒険」（作/ペーター・ベルガー、訳/植田敏郎：大日本図書）
  - 「ひとすじの道」（丸岡秀子：偕成社）
  - 「地べったこさま」（さねとうあきら：理論社）
  - 「北風のわすれたハンカチ 心にしあわせをおくる青いハンカチ」（著/安房直子：旺文社）
  - 「こわっぱのかみさま」（佐々木たづ：講談社）
  - 「はしれクラウス」（文/かんべじゅんきち、絵/ふじさわともいち：金の星社）
  - 「おんどりのねがい」（絵・文/ゆのせいいち：岩波書店）
  - 「ちいさなしまのはなし」（絵・文/福田庄助：福音館書店）
  - 「つしま丸のそうなん」（編/金沢嘉市：あすなろ書房）
  - 「テントウムシの誕生」（古出俊子：学習研究社）
- 第20回（1973年）
  - 「平塚武二童話全集 全6巻」（編/与田凖一他：童心社）
  - 「沖縄少年漂流記」（谷真介：理論社）
  - 「アーノルドのはげしい夏」（作/J．R．タウンゼンド（英語版）、訳/神宮輝夫：岩波書店）
  - 「島ひきおに」（文/山下明生、絵/梶山俊夫：偕成社）
  - 「もりくいクジラ クジラむかしむかし」（作/川村たかし、イラスト/赤羽末吉：実業之日本社）
  - 「りゅうじん」（作/たかしよいち、絵/渡辺学：講談社）
  - 「大佛建立物語」（神戸淳吉：小峰書店）
  - 「日本史の目第一期 全10巻」（平野直他：さ・え・ら書房）
  - 「望遠鏡をつくる人びと」（森本雅樹：岩波書店）
  - 「生きている火山」（著/八木健三、画/富樫正雄：福音館書店）
- 第21回（1974年）
  - 「火の海の貝」（久保喬：国土社）
  - 「文政丹後ばなし」（来栖良夫：偕成社）
  - 「インガルス一家の物語1－5」（作/ローラ・インガルス・ワイルダー、画/ガース・ウィリアムズ、訳/恩地三保子：福音館書店）
  - 「まいごくじらとぼんたろう」（文・絵/清水崑：学習研究社）	　
  - 「いのちは燃える」（石垣綾子：偕成社）
  - 「君はどんな性格か」（詑摩武俊：ポプラ社）
  - 「死の川とたたかう」（八田清信：偕成社）
  - 「この民族が歩いた道　全8巻」（志村武他：さ・え・ら書房）
  - 「人間・アリ・象」（著/ピーター・K．ウェイル、画/アンソニー・ラビエリ、訳/今泉吉典：福音館書店）
  - 「ヒマワリのかんさつ」（写真/叶沢進、文/白子森蔵：あかね書房）
- 第22回（1975年）
  - 「サンゴしょうに飛び出せ」（一色次郎：金の星社）
  - 「デゴイチおんちゃんの話」（大川悦生：ポプラ社）
  - 「なまけんぼの神さま」（さねとうあきら：あかね書房）
  - 「ナバホの歌」（作/スコット・オデール、訳/犬飼和雄：岩波書店）
  - 「おじさんのかさ」（作・絵/佐野洋子：講談社）
  - 「ねずみくんのチョッキ」（作/なかえよしを、絵/上野紀子：ポプラ社）
  - 「子ども日本風土記　全47巻」（編/日本作文の会：岩崎書店）
  - 「板東捕虜収容所」（棟田博：国土社）
  - 「歴史をみる目」（岡田章雄：偕成社）
  - 「昭和新山物語」（三松正夫：誠文堂新光社）
- 第23回（1976年）
  - 「虹のたつ峰をこえて」（新開ゆり子：アリス館）
  - 「向こう横町のおいなりさん」（長崎源之助：偕成社）
  - 「マキコは泣いた」（吉田比砂子：理論社）
  - 「あいうえおの本」（安野光雅：福音館書店）
  - 「かさ」（太田大八：文研出版）
  - 「密林－きれいなひょうの話」（文/工藤直子、絵/和田誠：銀河社）
  - 「ひとすじの道 第2部」（丸岡秀子：偕成社）
  - 「君はいまどこにいるのか」（山代巴：筑摩書房）
  - 「気球をとばす」（西村純：岩波書店）
  - 「ガラスにはいった太陽」（作/キルピチニコワ、訳/宮川やすえ：旺文社）
- 第24回（1977年）
  - 「月の顔」（花岡大学：PHP研究所）
  - 「白赤だすき 小○(こまる)の旗風」（後藤竜二：講談社）
  - 「朝はだんだん見えてくる」（岩瀬成子：理論社）
  - 「ちびっこばんざい 全6巻」（作・絵/オーレ・ロン・キアケゴー、訳/岡崎晋：さ・え・ら書房）
  - 「ぼく、ひとりでいけるよ」（作/リリアン・ムーア（英語版）、絵/ジョーヤ・フィアメンギ、訳/神宮輝夫：偕成社）
  - 「金の星子ども劇場　全6巻」（村山亜土他：金の星社）
  - 「国土社の詩の本 全20巻」（都筑益世他：国土社）
  - 「ぼくの わなげ」（絵・文/杉田豊：至光社）
  - 「台風の島に生きる」（谷真介：偕成社）
  - 「空の上のうえ」（監修/根本順吉、構成/野中耕一、絵/嵐義明：ほるぷ出版）
- 第25回（1978年）
  - 「ひとりぼっちの動物園」（著/灰谷健次郎：あかね書房）
  - 「北へ行く旅人たち 新十津川物語」（作/川村たかし、イラスト/鴇田幹：偕成社）
  - 「アステカの少女」（畑山博：旺文社）
  - 「ゲド戦記 全3巻」（作/ル・グウィン、訳/清水真砂子：岩波書店）
  - 「帰ってきたキャリー」（作/ニーナ・ボーデン（英語版）、訳/松本亨子：評論社）
  - 「日本に生きる 全20巻」（監修/宮本常一：国土社）
  - 「生きることに○×はない」（戸井田道三：ポプラ社）
  - 「十津川の子ら」（編/十津川作文の会：百合出版）
  - 「折り紙手品」（桃谷好英：誠文堂新光社）
  - 「人類誕生のなぞをさぐる」（河合雅雄：大日本図書）
- 第26回（1979年）
  - 「やくそくの赤いビー玉」（赤木由子：金の星社）
  - 「アナグマたちの夜」（岡野薫子：童心社）
  - 「ジャンボコッコの伝記」（さねとうあきら：小学館）
  - 「太陽の子」（灰谷健次郎：理論社）
  - 「グローバーくん」（作/クリーバー夫妻、訳/井上みどり：冨山房）
  - 「すずめのくつした」（作/G・セルデン（英語版）、訳/光吉郁子：大日本図書）
  - 「ふうれんこのはくちょうじいさん」（絵・文/井口文秀：小峰書店）
  - 「かめさんのさんぽ」（作・文/中谷千代子：福音館書店）
  - 「やまんばとうしかた」（文/森比左志、絵/村上勉：フレーベル館）
  - 「不良少女とよばれて」（原笙子：筑摩書房）
- 第27回（1980年）
  - 「高空10000メートルのかなたで」（香川茂：アリス館牧新社）
  - 「7月6日はれのちけんか」（久保つぎこ：講談社）
  - 「はじめてのおてつだい」（作/J・マクネイル（英語版）、訳/松野正子：岩波書店）
  - 「平凡社名作文庫 全20巻」（水上勉他：平凡社）
  - 「おばけサーカス」（さのようこ：銀河社）
  - 「ザ・ストーリー・オブ・ミュージック 全6巻」（文/N・イングマン、絵/ B・ブレット、訳/ひのまどか、木村瞳：リブリオ出版）
  - 「玉川こども・きょういく百科 全31巻」（監修/小原哲郎：玉川百科刊行会）
  - 「少年少女大冒険シリーズ 全12巻」（監修/長沢和俊：主婦の友社）
  - 「私の新彗星発見記」（編/天文ガイド編集部：誠文堂新光社）
  - 「ラボ土曜講座 第一期全6冊」（岩田久二雄他：財団法人ラボ国際交流センター）
- 第28回（1981年）
  - 「語りつぐ人びと－アフリカの民話」（著・訳/江口一久他：福音館書店）
  - 「ケヤキの下に本日開店です」（宮川ひろ：金の星社）
  - 「日本人の神さま」（戸井田道三：筑摩書房）
  - 「くまたくんのおるすばん」（作/わたなべしげお、絵/おおともやすお：あかね書房）
  - 「あかべこのおはなし」（文/わだよしおみ、絵/わかやまけん：こぐま社）
  - 「レムラインさんの超能力」（作/T・ミヒェルス、訳/上田真而子：岩波書店）
  - 「紙のはなし」（松岡淳一：さ・え・ら書房）
  - 「紙そめ」（羽場徳蔵：国土社）
  - 「「遠野物語」の国へ」（平野直：講談社）
  - 「魅力をつくる話し方」（高橋美代子：あすなろ書房）
- 第29回（1982年）
  - 「ありがとう 有馬敲少年詩集」（：理論社）
  - 「ざしきわらし」（藤井逸郎：かど創房）
  - 「善財童子ものがたり 全3巻」（菅龍一：偕成社）
  - 「月の裏側」（作/ウィリアム・コーレット（英語版）、訳/越智道雄：岩波書店）
  - 「きばのあるヒツジ」（文/さねとうあきら、絵/井上洋介：サンリード）
  - 「55階のねこ」（作/なかえよしを、絵/上野紀子：佼成出版社）
  - 「かぜはどこへいくの」（作/シャーロット・ゾロトウ、絵/ハワード・ノッツ、訳/まつおかきょうこ：偕成社）
  - 「さと子の日記」（文/鈴木聡子、絵/藤沢友一：ひくまの出版）
  - 「鉄をつくる」（大竹三郎：大日本図書）
  - 「人間は何からうまれたか」（小原秀雄、黒田弘行：ポプラ社）
- 第30回（1983年）
  - 「おおやさんはねこ」（三木卓：福音館書店）
  - 「二年二組ひみつのひみつ」（山下夕美子：ポプラ社）
  - 「ちいちゃんのかげおくり」（あまんきみこ：あかね書房）
  - 「かえるのアパート」（佐藤さとる：講談社）
  - 「アナグマと暮した少年」（作/A．W．エッカート（英語版）、訳/中村妙子：岩波書店）
  - 「Qはせかいいち」（作/舟崎克彦、絵/東逸子：偕成社）
  - 「天正少年使節」（福田清人：講談社）
  - 「わが祖国チェコの大地よ」（黒沼ユリ子：リブリオ出版）
  - 「少年少女伝記読みもの全15巻」（：さ・え・ら書房）
  - 「地図をたのしもう」（文・写真/渡辺一夫：あかね書房）
- 第31回（1984年）
  - 「ゆうびんサクタ山へいく」（いぬいとみこ：理論社）
  - 「それゆけ!どーれ先生」（池原はな：講談社）
  - 「時間割にない時間	木村信子詩集」（：かど創房）
  - 「おもいついたら そのときに!」（作/西内ミナミ、絵/にしまきかやこ：こぐま社）
  - 「くまのアーネストおじさん 既刊3冊」（作/ガブリエル・バンサン、訳/もりひさし：ブックローン出版）
  - 「メイドイン東南アジア」（塩沢美代子：岩波書店）
  - 「少女たちの明治維新」（岩崎京子：PHP研究所）
  - 「ちんまい分校」（文・写真木戸征治：あかね書房）
  - 「新編小学校劇全集　全9巻」（編/日本演劇教育連盟：国土社）
  - 「森のシマリス」（川道美枝子、森信也：岩崎書店）
- 第32回（1985年）
  - 「あの年の春は早くきた」（作/C．ネストリンガー、訳/上田真而子：岩波書店）
  - 「クリスティーナの誘拐」（作/ジョーン・ニクソン、訳/宮下嶺夫：評論社）
  - 「あて名だけの手紙」（野火晃：佑学社）
  - 「太陽の牙」（浜たかや：偕成社）
  - 「わらいうさぎをかいませんか」（画/彦一彦、文/斎藤治誠：福武書店）
  - 「滝平二郎作品集 全15巻」（滝平二郎：岩崎書店）
  - 「大伴家持＝少年少女伝記読みもの」（佐佐木幸綱：さ・え・ら書房）
  - 「キーウィと羊と南十字星」（百々佑利子：あかね書房）
  - 「折り鶴の子どもたち 原爆症とたたかった佐々木禎子と級友たち」（作/那須正幹、絵/高田三郎：PHP研究所）
  - 「地球・月・太陽」（前川光：大日本図書）
- 第33回（1986年）
  - 「草原－ぼくと子っこ牛の大地」（加藤多一：あかね書房）
  - 「ふりむいた友だち」（高田桂子：理論社）
  - 「かもめ町からこんにちは」（岩本敏男：福音館書店）
  - 「かぜひきたまご」（文/舟崎克彦、絵/杉浦範茂：講談社）
  - 「ほしとたんぽぽ」（著/金子みすゞ、イラスト/上野紀子：JULA出版局）
  - 「うしろの正面だあれ」（海老名香葉子：金の星社）
  - 「安永三年の絵師」（野村俊雄：金の星社）
  - 「人間の知恵(17・20・21・22)4冊 」（松岡淳一、藤田千枝、山口泰子、本山卓彦：さ・え・ら書房）
  - 「たんぽぽの花は野に山に」（浜田けい子：くもん出版）
  - 「ネコだらけの島」（森下研：さ・え・ら書房）
- 第34回（1987年） 
  - 「少年探偵事件ノート」（作/砂田弘、画/高橋透：岩崎書店）
  - 「わたし、五等になりたい!」（作/岸川悦子、絵/津田櫓冬：大日本図書）
  - 「サンゴしょうのひみつ」（作/ジョイ・カウリー（英語版）、訳/百々佑利子：冨山房）
  - 「しぶちん変奏曲」（作/いずみだまきこ、絵/篠崎三朗：講談社）
  - 「セーターになりたかった毛糸玉」（津田直美：ジー・シー・プレス）
  - 「ぼくのかお」（文・絵/杉田豊：至光社）
  - 「こども古典落語 全5巻」（文/小島貞二、画/宮本忠夫：アリス館）
  - 「雪の町からこんにちは」（新潟県上越市立大手町小学校：日本教育新聞社）
  - 「たのしいお天気学 全6巻」（小峰書店）
  - 「さんすう文庫 全12巻」（著/藤沢市算数教育研究会、絵/秋玲二：大平出版社）
- 第35回（1988年）
  - 「海のメダカ」（皿海達哉：偕成社）
  - 「魚釣りの名人ササゴイ」（文/国松俊英、写真/坂梨輝男：偕成社）
  - 「遠い水の伝説」（著/浜たかや、絵/建石修志：偕成社）
  - 「走れ! 車いすの犬「花子」」（坂井ひろ子：偕成社）
  - 「ドルオーテ」（斉藤洋：講談社）
  - 「まぼろしの難波宮」（浜田けい子：講談社）
  - 「ぐみ色の涙」（最上一平：新日本出版社）
  - 「ぼくは植物と話ができる」（岩尾憲三：ポプラ社）
  - 「この心さわぐ冒険、愛」（奥田継夫：ほるぷ出版）
  - 「息子よ＝母のレクイエム」（高橋菊江：理論社）
- 第36回（1989年） 
  - 「ワニくんのめざましどけい」（作・絵/みやざきひろかず：ブックローン出版）
  - 「おふろであそぶ「これな〜んだ?」他　全8巻」（JULA出版局編集部：JULA出版局）
  - 「一平さんの木、かしねこ屋ジロさん、まほう屋がきた」（西川紀子：らくだ出版）
  - 「子どものための美しい国」（著/ヤヌシュ・コルチャック、訳/中村妙子：晶文社）
  - 「道の発達とわたしたちのくらし(全5巻)」（神崎宣武：さ・え・ら書房）
  - 「ふるさとの山河を歌の心に 時をこえてうたいつがれる歌の数々・作曲家 中山晋平」（著/日野多香子：PHP研究所）
  - 「日本歴史探検(全4巻)」（編/国立歴史民俗博物館：福武書店）
  - 「動くものをつくろう」（三田村畯右、煤孫康二：小峰書店）
  - 「コンクリートジャングルのカラスたち」（著/唐沢孝一：大日本図書）
  - 「昆虫記」（今森光彦：福音館書店）
  - 「ナオミの道 日系カナダ人少女の記録」（作/ジョイ・コガワ、絵/こさかしげる、訳/浅海道子：小学館）
- 第37回（1990年）
  - 「サーカスへいったねこ」（作・絵/曽田文子：講談社）
  - 「パシュラル先生」（作/はらだたけひで：すえもりブックス）
  - 「ぼくのじしんえにっき」（作/八起正道、絵/伊東寛：岩崎書店）
  - 「ぼくが恐竜だったころ」（作/三田村信行：ほるぷ出版）
  - 「足音がやってくる」（作/マーガレット・マーヒー、訳/青木由紀子：岩波書店）
  - 「人類の未来を考える本 全12巻」（作/竹内均、今泉吉典：教育社）
  - 「絵でみるこどもとおとなのはじめての聖書」（文/フランソワ・ブロシエ、ダニエル・モヌロン、絵/レティツィア・ガリ、訳/佐久間彪：至光社）
  - 「旅の人 芭蕉ものがたり」（著/楠木しげお：教育出版センター）
  - 「野の図鑑 全4巻」（著/おくやまひさし：大日本図書）
  - 「自然観察データブック」（編集/星澤一昭、百武充：岩波書店）
- 第38回（1991年）
  - 「かばのなんでもや 1〜2」（作/佐野洋子、絵/広瀬弦：リブロポート）
  - 「かぼちゃごよみ」（詩/谷川俊太郎、絵/川原田徹：福音館書店）
  - 「もけら もけら」（文/山下洋輔、絵/元永定正：福音館書店）
  - 「なぞの娘キャロライン」（作/E・L・カニグズバーグ、訳/小島希里：岩波書店）
  - 「リトル・カーのぼうけん」（作/リーラ・バーグ、訳/幸田敦子：大日本図書）
  - 「友だち貸します Downtown通信」（作/石原てるこ：ポプラ社）
  - 「星モグラサンジの伝説」（作/岡田淳：理論社）
  - 「魔術師のくだものづくり」（作/岡本文良：くもん出版）
  - 「トンボ王国へようこそ」（作/杉村光俊、一井弘行：岩波書店）
  - 「スズメバチの生活」（著/有賀文章：大日本図書）
- 第39回（1992年）
  - 「おさんぽしましょ」（作/井上洋介：すずき出版）
  - 「月の巫女」（作/浜たかや、絵/建石修志：偕成社）
  - 「風の城」（作/三田村信行、絵/飯野和好：ほるぷ出版）
  - 「遠くへいく川」（作/加藤多一、絵/中村悦子：くもん出版）
  - 「ぼうしネコとゆかいな仲間」（作/ジーモン・ルーゲ&デージ・ルーゲ、訳/若林ひとみ：岩波書店）
  - 「わたしのねこカモフラージュ」（作/コーディリア・ジョーンズ、訳/山内玲子：岩波書店）
  - 「いのちの歌声 医師・岩渕謙一のたたかい」（文/鈴木喜代春、絵/山口晴温：あすなろ書房）
  - 「ごみから地球を考える」（著/八太昭道：岩波書店）
  - 「小さなかわいい遊園地」（作/北川幸比古、絵/山口みねやす：小峰書店）
  - 「かこさとし あそびの大宇宙 全10巻」（著/かこさとし：農山漁村文化協会）
- 第40回（1993年）
  - 「モンテロッソのピンクの壁」（作/江國香織、絵/荒井良二：ほるぷ出版）
  - 「パスタの日記」（文・絵/村上征生：講談社）
  - 「おじいちゃんの休暇」（作/イヴォン・モーフレ、訳/末松氷海子：偕成社）
  - 「絵の中のぼくの村」（作/田島征三：くもん出版）
  - 「ごきげんな裏階段」（作/佐藤多佳子、絵/岡本良子：理論社）
  - 「りっぱな犬になる方法」（作/きたやまようこ：理論社）
  - 「変身動物園」（作/エリック・リンクレイター、訳/神宮輝夫：晶文社）
  - 「マリー・キュリーが考えたこと」（著/高木仁三郎：岩波書店）
  - 「地球を救おう」（作/ベティ・マイルズ、訳/金原瑞人：ほるぷ出版）
  - 「飛び出せ宇宙へ」（著/的川泰宣：岩波書店）
- 第41回（1994年）
  - 「おかあさんがおかあさんになった日」（作/長野ヒデ子：童心社）
  - 「ぺこぺこ」（作/佐野洋子：文化出版局）
  - 「アンデルセンコレクション」（作/H.C.アンデルセン、絵/リスベート・ツヴェルガー：太平社）
  - 「夜の神話」（著/たつみや章：講談社）
  - 「光る夏 たつひこ」（著/マオアキラ、画/谷口広樹：童心社）
  - 「八月の恐竜」（著/三田村信行：ほるぷ出版）
  - 「大地とともに」（著/本間正樹、写真/菊池東太、画/保光敏将：小峰書店）
  - 「『戦争と平和』少年少女の記録 全10巻」（編/秋山正美：日本図書センター）
  - 「平面人からの手紙 上下巻」（著/大森英樹、矢崎芳則：岩波書店）
  - 「地球にやさしくする絵本 全10巻」（作/太田英博：大日本図書）
- 第42回（1995年）
  - 「名探偵チビー シリーズ 1〜4」（作/新庄節美：講談社）
  - 「百年めの秘密」（作/村山早紀：あかね書房）
  - 「これこれおひさま」（詩/小野寺悦子：のら書店）
  - 「ワーキング・ガール」（作/キャサリン・パターソン、訳/岡本浜江：偕成社）
  - 「バオバブの木と星の歌」（作/レスリー・ビーク、訳/さくまゆみこ：小峰書店）
  - 「生ごみは大地を生かす」（作/鈴木喜代春：PHP研究所）
  - 「環境とリサイクル 全12巻」（文/本間正樹：小峰書店）
  - 「科学史のヒーローたち 全10巻」（著/平見修二：リブリオ出版）
  - 「新版岩波ジュニア科学講座 全10巻」（編著/井上勝也、柳沢健、丸山工作 ほか：岩波書店）
  - 「それは、あらしの夜だった」（作/ジャネット&アラン・アルバーグ（英語版）、訳/佐野洋子：文化出版局）
- 第43回（1996年）
  - 「雨のせいかもしれない」（作/高田桂子：偕成社）
  - 「エレベーターで4階へ」（作/マリア・グリーペ、訳/山内清子：講談社）
  - 「ねこと友だち」（作/いとうひろし：徳間書店）
  - 「ものまね鳥を撃つな」（作/三田村信行：ほるぷ出版）
  - 「悪ガキ絵日記」（作/村上勉：フレーベル館）
  - 「壁のむこうから来た男」（作/ウーリー・オルレブ、訳/母袋夏生：岩波書店）
  - 「虫に食べられないアズキを求めて」（著/石井象二郎：偕成社）
  - 「わたしの研究 虫はどのように冬を越すのか?」（著/茅野春雄：偕成社）
  - 「物理学は何をめざしているのか」（著/有馬朗人：筑摩書房）
  - 「おじいちゃんのぼうし」（文/メラニー・シェラー、絵/ケイコ・ナラハシ、訳/青木久子：徳間書店）
- 第44回（1997年）
  - 「地と潮の王」（作/末吉暁子、絵/藤川秀之：講談社）
  - 「おつかれねずみ西部へゆく」（作・絵/ジェイムズ・マーシャル、訳/安藤紀子：偕成社）
  - 「めぐりめぐる月」（作/シャロン・クリーチ、訳/もきかずこ：講談社）
  - 「心は高原に」（作/ウィリアム・サローヤン、訳/千葉茂樹：小峰書店）
  - 「世界をささえる一本の木」（再話・絵/ヴァルデ・マール、訳/永田銀子：福音館書店）
  - 「ネコとクラリネットふき」（作/岡田淳：クレヨンハウス）
  - 「世界のお母さんマザー・テレサ」（著/小林正典：ポプラ社）
  - 「いまよみがえる縄文の都」（著/国松俊英：佼成出版社）
  - 「科学の考え方・学び方」（著/池内了：岩波書店）
  - 「自然をみつける物語」（著/小野有五：岩波書店）
- 第45回（1998年）
  - 「ポーラをさがして」（作/さなともこ：講談社）
  - 「龍使いのキアス」（作/浜たかや：偕成社）
  - 「こわいものなんて何もない」（著/ジャン・マーク、訳/三辺律子：パロル舎）
  - 「ぞうむしくん がんばる」（作・絵/かみやしん：金の星社）
  - 「二つの風の谷」（著/本田優子：筑摩書房）
  - 「クジラと少年の海」（著/小島曠太郎：理論社）
  - 「ジュニア版コンピュータ科学入門 全5冊」（著/徳田雄洋：岩波書店）
  - 「家族になったスズメのチュン」（著/竹田津実：偕成社）
  - 「カゲロウのすべて」（著/岡崎博文：トンボ出版）
  - 「カラスウリのひみつ」（文/真船和夫：偕成社）
- 第46回（1999年）
  - 「鬼の橋」（作/伊藤遊、画/太田大八：福音館書店）
  - 「大人になるということ」（著/佐藤忠男：岩波書店）
  - 「むかし戦争がはじまった」（文・絵/山下恵子：せせらぎ出版）
  - 「動物園は心の学校」（著/亀井一成：ポプラ社）
  - 「悪魔の兵器・地震」（文/名倉睦生、写真/小林正典：ポプラ社）
  - 「ファーブル昆虫記の虫たち 1〜4」（文・絵/熊田千佳慕：小学館）
  - 「蛾蝶記」（著/海野和男：福音館書店）
  - 「ガリレオ工房のおもしろ実験クラブ 1〜7」（文/滝川洋二 ほか：ポプラ社）
  - 「だれが山を守るのか」（著/河津千代：リブリオ出版）
  - 「下町によみがえったトンボの楽園」（著/野村圭佑：大日本図書）
  - 特別推薦「本に願いを アメリカ児童図書週間ポスターに見る75年史」（著/レナード・S・マーカス、訳/遠藤育枝：BL出版）
- 第47回（2000年）
  - 「風をつむぐ少年」（著/ポール・フライシュマン、訳/片岡しのぶ：あすなろ書房）
  - 「イボンヌとさんきち」（作/小沢良吉：小峰書店）
  - 「こども地球白書 1999-2000」（著・編/レスター・R・ブラウン、訳/大石治実：朔北社）
  - 「サイテーなあいつ」（著/花形みつる：講談社）
  - 「ふしぎなともだち」（作/サイモン・ジェームス、訳/小川仁央：評論社）
  - 「ソフィアの白いばら」（著/八百板洋子：福音館書店）
  - 「大望遠鏡『すばる』誕生物語」（著/小平桂一：金の星社）
  - 「四月の野球」（作/ギャリー・ソト、訳/神戸万知：理論社）
  - 「レイチェル・カーソン」（著/ジンジャー・ワズワース、訳/上遠恵子：偕成社）
  - 「ミンケパットさんと小鳥たち」（作/ウルスラ・ジェナジーノ、絵/ヨゼフ・ウィルコン、訳/いずみちほこ：セーラー出版）
  - 特別推薦「にっぽんのかみさまのおはなし」（文・絵/いずもいあき：扶桑社）
- 第48回（2001年）
  - 「国境をこえた子どもたち」（著/今西乃子、絵/風川恭子、写真/浜田一男：あかね書房）
  - 「メイフラワー号の少女」（作/キャスリン・ラスキー、絵/高田勲、訳/宮木陽子：岩崎書店）
  - 「ホタルが教えてくれたこと」（著/矢島稔：偕成社）
  - 「光の子がおりてきた」（作/ポーラ・フォックス、画/葉祥明、訳/平野卿子：金の星社）
  - 「日本のみなさん やさしさをありがとう」（文/手島悠介、絵/吉田純：講談社）
  - 「海辺のペレットをさがして」（著/大竹千代子、絵/平部るり子：小峰書店）
  - 「丘の家、夢の家族」（作/キット・ピアソン、訳/本多英明：徳間書店）
  - 「第八森の子どもたち」（作/エルス・ペルフロム、絵/ペーター・ファン・ストラーテン、訳/野坂悦子：福音館書店）
  - 「知りたかった動物の名前」（文/高橋健：ポプラ社）
  - 「母と娘が親友になれた日」（作/加藤純子、かとうりょーこ、絵/なかのよしこ：ポプラ社）
- 第49回（2002年）
  - 「朝の別れを ヒロシマ、母と子の物語」（著/大野允子：ポプラ社）
  - 「家出の日」（作/キース・グレイ、挿絵/コヨセ・ジュンジ、訳/まえざわあきえ：徳間書店）
  - 「AはアフリカのA─アルファベットでたどるアフリカのくらし」（作・写真/イフェオマ・オニュフル、訳/さくまゆみこ：偕成社）
  - 「オオカミのともだち」（文/きむらゆういち、絵/田島征三：偕成社）
  - 「河合雅雄の動物記 3」（作/草山万兎、画/金尾恵子：フレーベル館）
  - 「キツネ」（文/マーガレット・ワイルド、絵/ロン・ブルックス、訳/寺岡襄：BL出版）
  - 「ちいさな きかんしゃ レッドごう」（作/ダイアナ・ロス、絵/レスリー・ウッド、訳/みはらいずみ：あすなろ書房）
  - 「チョウとガのふしぎな世界」（著/矢島稔：偕成社）
  - 「琵琶湖の魚」（著/今森洋輔：偕成社）
  - 「ムシャノコウジガワさんの鼻と友情」（作/二宮由紀子、絵/荒井良二：偕成社）
- 第50回（2003年）
  - 「葡萄色のノート」（作/堀内純子、絵/広野多珂子：あかね書房）
  - 「ブルーイッシュ」（著/ヴァージニア・ハミルトン、訳/片岡しのぶ：あすなろ書房）
  - 「うさぎのマシュマロ」（作/クレア・ターレー・ニューベリー、訳/劉優貴子：講談社）
  - 「国連に行ってみよう」（作/ナーネ・アナン：自由国民社）
  - 「そだててあそぼう 第8集 土の絵本 全5巻」（編/日本土壌肥料学会、イラスト/中村真一郎：農山漁村文化協会）
  - 「幽霊船から来た少年」（著/ブライアン・ジェイクス、訳/酒井洋子：早川書房）
  - 「なくなった あかいようふく」（作/村山籌子、絵/村山知義、再話/村山亜土：福音館書店）
  - 「うそつき」（作/マロリー・ブラックマン、訳/富永星：ポプラ社）
  - 「真実の裏側」（著/ビヴァリー・ナイドゥー、訳/もりうちすみこ：めるくまーる）
  - 「魔女が丘」（作/マーカス・セジウィック、訳/唐沢則幸：理論社）
- 第51回（2004年）
  - 「すすにまみれた思い出」（作/アンソニー・ヒル、画/マーク・ソフィラス、訳/池田まき子：金の星社）
  - 「やさしさの木の下で」（文/くすもとみちこ、絵/うえだいずみ：自由国民社）
  - 「しらない いぬが ついてきた」（作・絵/小林与志：鈴木出版）
  - 「ひっつきむしの図鑑」（監修/北川尚史、文/丸山健一郎、写真/伊藤ふくお：トンボ出版）
  - 「菜の子先生がやってきた!」（著/富安陽子、画/YUJI：福音館書店）
  - 「がんばれ! しろくまピース」（文/大西伝一郎：文溪堂）
  - 「しょうたとなっとう」（原案・監修/小泉武夫、文・写真/星川ひろ子、星川治雄：ポプラ社）
  - 「すべての子どもたちのために」（文/キャロライン・キャッスル、訳/池田香代子：ほるぷ出版）
  - 「狐笛のかなた」（作/上橋菜穂子：理論社）
  - 「HOOT ホー」（著/カール・ハイアセン、訳/千葉茂樹：理論社）
- 第52回（2005年）
  - 「てつびん物語 阪神・淡路大震災ある被災者の記録」（文/土方正志、写真/奥野安彦：偕成社）
  - 「ふしぎの森のヤーヤー」（作/内田麟太郎、絵/高畠純：金の星社）
  - 「ジュディ・モードはごきげんななめ」（作/メーガン・マクドナルド、絵/ピーター・レイノルズ、訳/宮坂宏美：小峰書店）
  - 「かかしごん」（作/・絵なりたさとこ：BL出版）
  - 「カッチェン ウンゲラーのねこワールド」（作/トミー・ウンゲラー：BL出版）
  - 「スズメの大研究」（文/国松俊英、絵/関口シュン：PHP研究所）
  - 「祈祷師の娘」（作/中脇初枝、画/卯月みゆき：福音館書店）
  - 「武器では地球を救えない エスペラント語をつくったザメンホフの物語」（著/和田登、画/高田勲：文渓堂）
  - 「石ころがうまれた ビロード石誕生のひみつ」（著/渡辺一夫：ポプラ社）
  - 「ヤギの見る色どんな色? 実験240日の記録」（著/岸上祐子：ポプラ社）
- 第53回（2006年）
  - 「天文台へ行こう」（著/古在由秀：岩波書店）
  - 「裁判とふしぎなねこ」（作/手島悠介、絵/清田貴代：学習研究社）
  - 「ゆうひのしずく」（文/あまんきみこ、絵/しのとおすみこ：小峰書店）
  - 「最後の宝」（著/ジャネット・S・アンダーソン、訳/光野多恵子：早川書房）
  - 「かはたれ」（作/朽木祥、画/山内ふじ江：福音館書店）
  - 「河合雅雄の動物記 4」（作/草山万兎、画/金尾恵子：フレーベル館）
  - 「海のむこうのサッカーボール」（作/モーリス・グライツマン、訳/伊藤菜摘子：ポプラ社）
  - 「おわりから始まる物語」（作/リチャード・キッド、絵/ピーター・ベイリー、訳/松居スーザン：ポプラ社）
  - 「ぎぶそん」（作/伊藤たかみ：ポプラ社）
  - 「地球のステージ 2」（文・絵/桑山紀彦著：メイツ出版）

※ 改定により2007年中止